# La Roque-Gageac
Pour les articles homonymes, voir La Roque.
La Roque-Gageac est une commune française située dans le département de la Dordogne, en région Nouvelle-Aquitaine.
Elle fait partie de l'association Les Plus Beaux Villages de France.

## Géographie

### Généralités

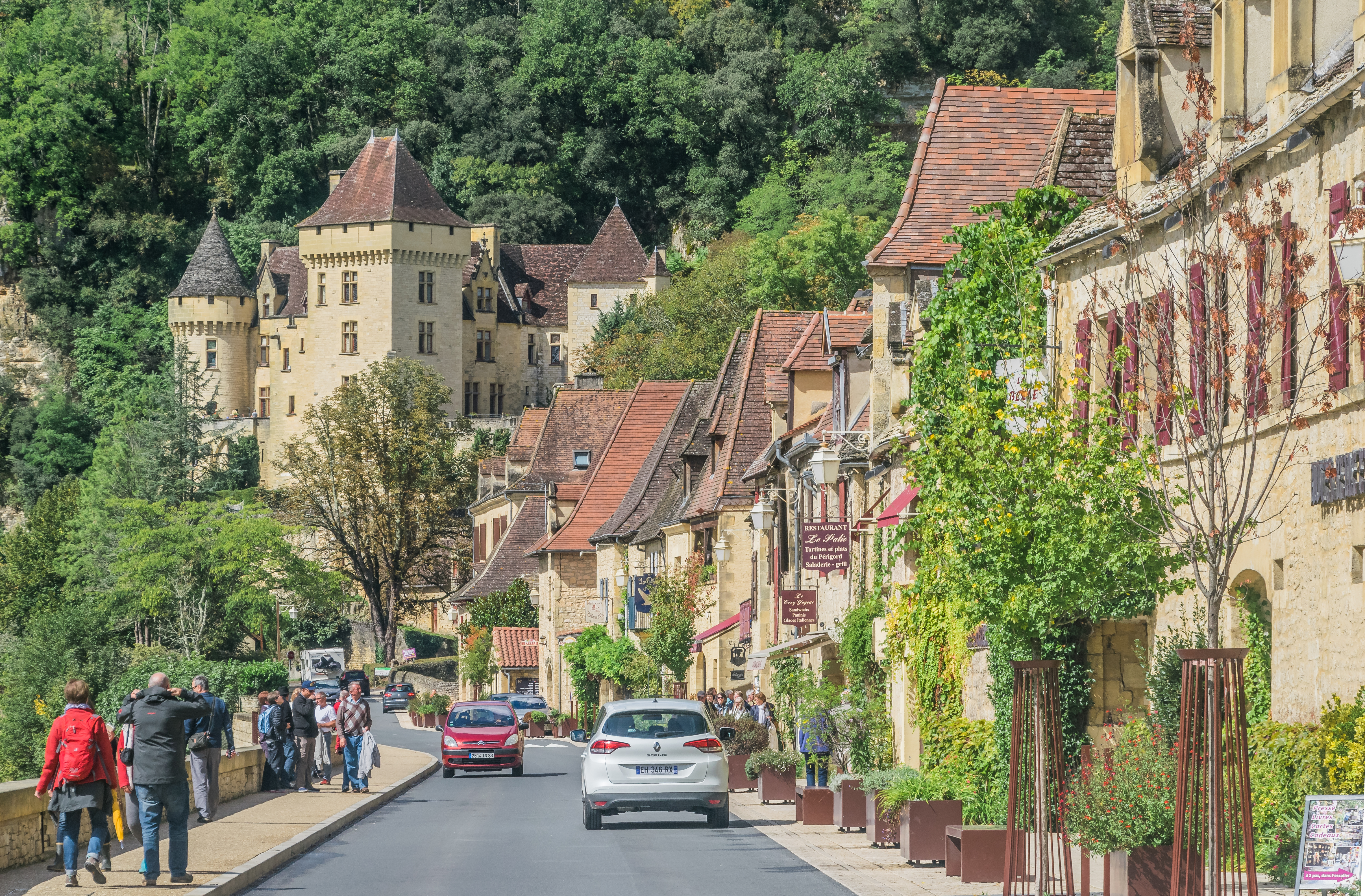
La RD 703 traverse le bourg de La Roque-Gageac en longeant la Dordogne.

Dans le quart sud-est du département de la Dordogne, en Périgord noir, La Roque-Gageac est une commune située principalement en rive droite de la Dordogne. Une portion du territoire communal de moins de 40 hectares est néanmoins située en rive opposée, au lieu-dit la Borgne. C'est une commune rurale qui fait partie de l'aire d'attraction de Sarlat-la-Canéda, zonage d'étude défini par l'Insee, qui a remplacé en 2020 l'aire urbaine de Sarlat-la-Canéda dont La Roque-Gageac faisait partie.
Elle fait partie de l'association Les Plus Beaux Villages de France.
Traversé par la route départementale (RD) 703 qui longe la Dordogne, le bourg de La Roque-Gageac se situe, en distances orthodromiques, huit kilomètres au sud-sud-ouest du centre-ville de Sarlat-la-Canéda et douze kilomètres à l'est-sud-est de celui de Saint-Cyprien. Le bourg bénéficie d'un microclimat dû à la falaise calcaire qui le domine et qui, exposée au sud, conserve sa chaleur, ce qui a permis l'implantation d'un jardin exotique.
En rive gauche de la Dordogne, entre deux zones de la commune de Cénac-et-Saint-Julien, le sentier de grande randonnée GR 64 fait une incursion de près de deux kilomètres sur le territoire communal.

### Communes limitrophes
La Roque-Gageac est limitrophe de quatre autres communes.
| Vézac                 |                 | Vitrac |
|                       | La Roque-Gageac |        |
| Cénac-et-Saint-Julien |                 | Domme  |

### Géologie et relief

#### Géologie
Situé sur la plaque nord du Bassin aquitain et bordé à son extrémité nord-est par une frange du Massif central, le département de la Dordogne présente une grande diversité géologique. Les terrains sont disposés en profondeur en strates régulières, témoins d'une sédimentation sur cette ancienne plate-forme marine. Le département peut ainsi être découpé sur le plan géologique en quatre gradins différenciés selon leur âge géologique. La Roque-Gageac est située dans le troisième gradin à partir du nord-est, un plateau formé de calcaires hétérogènes du Crétacé.
Les couches affleurantes sur le territoire communal sont constituées de formations superficielles du Quaternaire datant du Cénozoïque et de roches sédimentaires du Mésozoïque. La formation la plus ancienne, notée c3b-c, date du Coniacien moyen à supérieur, composée de calcaires bioclastiques grossiers et quartzeux jaunes à bryozoaires et  gastéropodes, à niveaux gréseux (formation des Eyzies). La formation la plus récente, notée Fy3-z, fait partie des formations superficielles de type alluvions subactuelles à actuelles. Le descriptif de ces couches est détaillé dans  les feuilles « no 808 - Sarlat-la-Canéda » et « no 832 - Gourdon » de la carte géologique au 1/50 000 de la France métropolitaine, et leurs notices associées,.

Carte géologique de La Roque-Gageac.
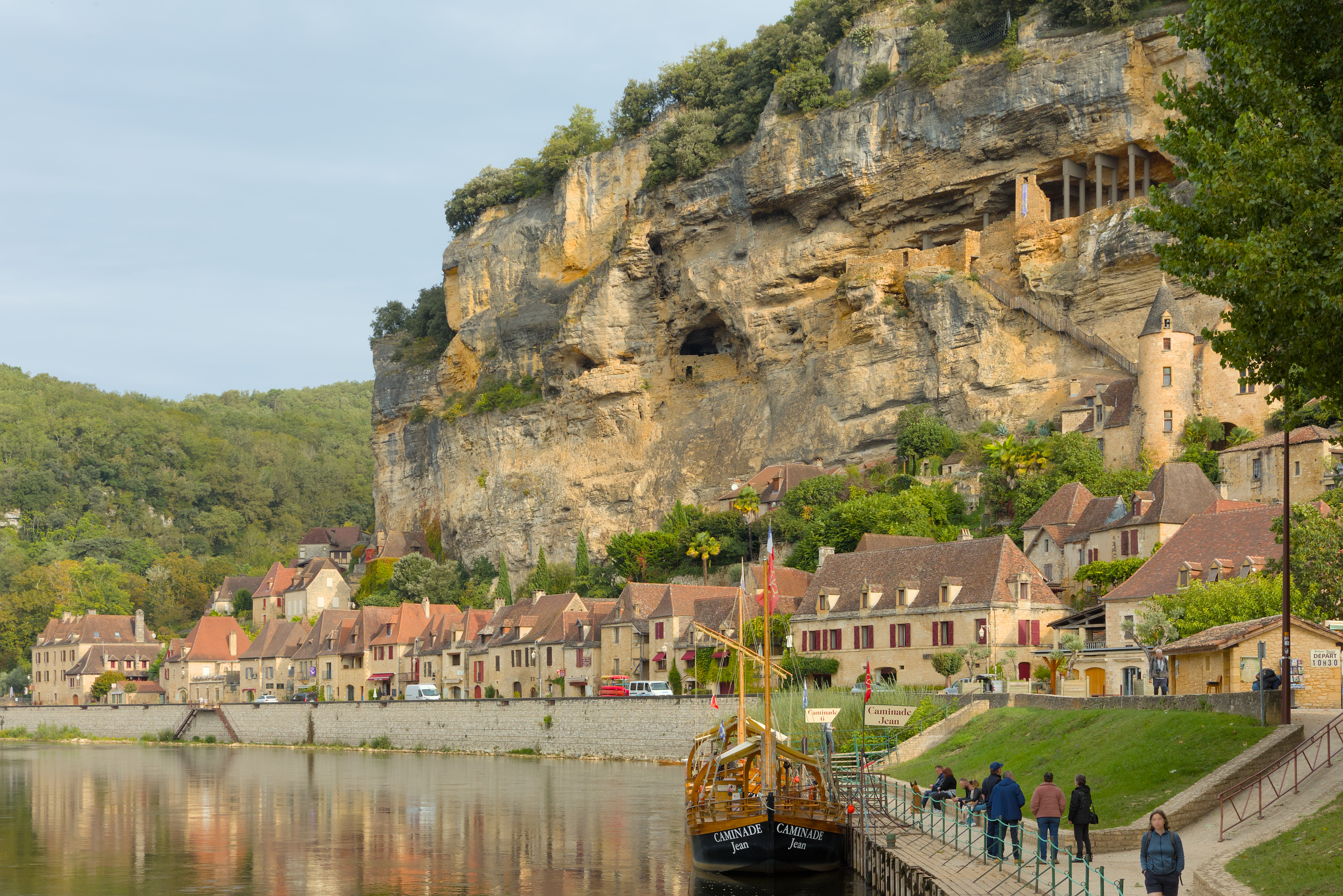
La falaise calcaire au pied de laquelle s'étend le bourg.

#### Relief et paysages

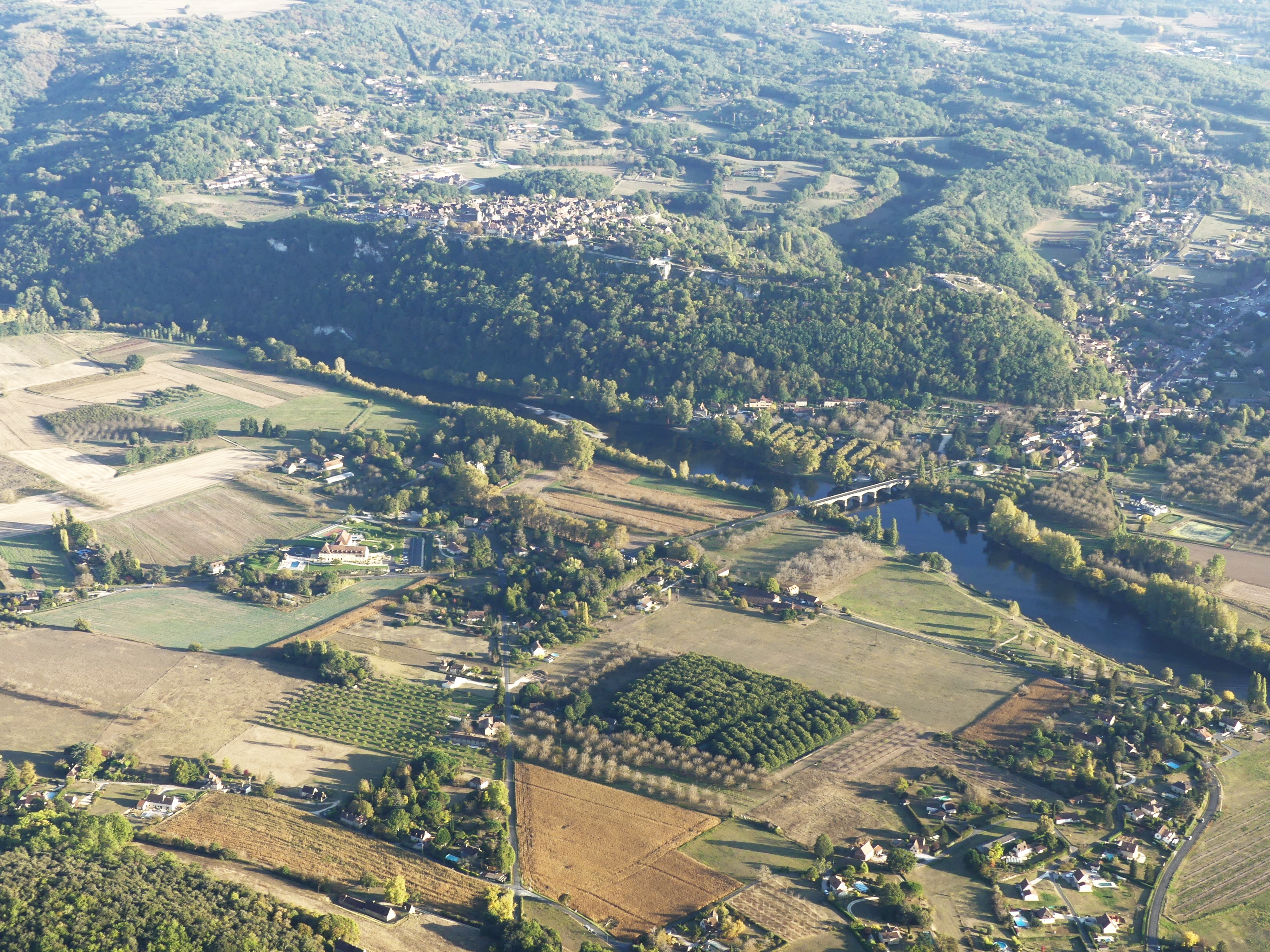
Au premier plan : en bas à gauche les Landes ; en bas à droite Saint-Donat ; au centre les Carbonnières.

Le département de la Dordogne se présente comme un vaste plateau incliné du nord-est (491 m, à la forêt de Vieillecour dans le Nontronnais, à Saint-Pierre-de-Frugie) au sud-ouest (2 m à Lamothe-Montravel). L'altitude du territoire communal varie quant à elle entre 60 mètres à l'ouest du bourg, là où la Dordogne quitte le territoire communal et sert de limite entre les communes de Cénac-et-Saint-Julien et Vézac, et 218 mètres à l'extrême nord, en limite de Vézac, au nord-est du lieu-dit Pagnou.
Dans le cadre de la Convention européenne du paysage entrée en vigueur en France le 1er juillet 2006, renforcée par la loi du 8 août 2016 pour la reconquête de la biodiversité, de la nature et des paysages, un atlas des paysages de la Dordogne a été élaboré sous maîtrise d’ouvrage de l’État et publié en octobre 2020. Les paysages du département s'organisent en huit unités paysagères,. La commune fait partie du Périgord noir, un paysage vallonné et forestier, qui ne s’ouvre que ponctuellement autour de vallées-couloirs et d’une multitude de clairières de toutes tailles. Il s'étend du nord de la Vézère au sud de la Dordogne (en amont de Lalinde) et est riche d’un patrimoine exceptionnel.
La superficie cadastrale de la commune publiée par l'Insee, qui sert de référence dans toutes les statistiques, est de 7,17 km2,,. La superficie géographique, issue de la BD Topo, composante du Référentiel à grande échelle produit par l'IGN, est quant à elle de 7,21 km2.

### Hydrographie

#### Réseau hydrographique
La commune est située dans le bassin de la Dordogne au sein du Bassin Adour-Garonne. Elle est drainée par la Dordogne et par un petit cours d'eau, qui constituent un réseau hydrographique de 8,5 km de longueur totale,.
La Dordogne, d'une longueur totale de 483,1 km, prend naissance sur les flancs du puy de Sancy (1 885 m), dans la chaîne des monts Dore, traverse six départements dont la Dordogne dans sa partie sud, et conflue avec la Garonne à Bayon-sur-Gironde, pour former l'estuaire de la Gironde,. Elle arrose la commune sur sept kilomètres du nord-est au nord-ouest en passant par le sud, lui servant de limite naturelle sur cinq kilomètres et demi, en deux tronçons, face à Domme et Cénac-et-Saint-Julien.

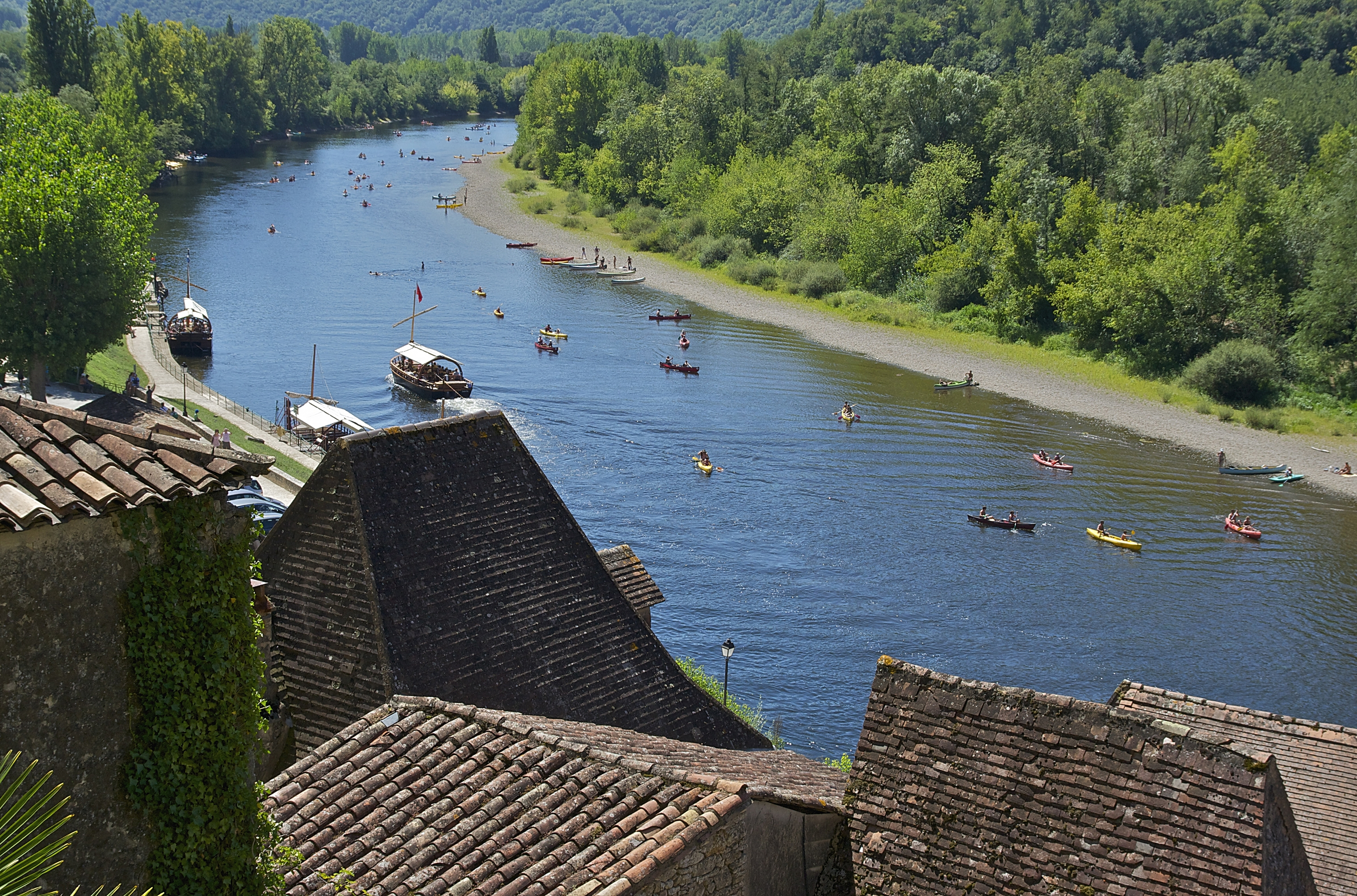
La Dordogne au bourg de La Roque-Gageac. En rive opposée, commune de Cénac-et-Saint-Julien.
Réseaux hydrographique et routier de la Roque-Gageac.

#### Gestion et qualité des eaux
Le territoire communal est couvert par le schéma d'aménagement et de gestion des eaux (SAGE) « Dordogne amont ». Ce document de planification, dont le territoire s'étend des sources de la Dordogne jusqu'à la confluence de la Vézère à Limeuil, d'une superficie de 9 700 km2 est en cours d'élaboration. La structure porteuse de l'élaboration et de la mise en œuvre est l'établissement public territorial de bassin de la Dordogne (EPIDOR). Il définit sur son territoire les objectifs généraux d’utilisation, de mise en valeur et de protection quantitative et qualitative des ressources en eau superficielle et souterraine, en respect des objectifs de qualité définis dans le troisième SDAGE  du Bassin Adour-Garonne qui couvre la période 2022-2027, approuvé le 10 mars 2022.
La qualité des eaux de baignade et des cours d’eau peut être consultée sur un site dédié géré par les agences de l’eau et l’Agence française pour la biodiversité.

### Climat
Pour des articles plus généraux, voir Climat de la Nouvelle-Aquitaine et Climat de la Dordogne.
Historiquement, la commune est exposée à un climat océanique aquitain.
En 2020, Météo-France publie une typologie des climats de la France métropolitaine dans laquelle la commune est exposée à un climat océanique altéré et est dans une zone de transition entre les régions climatiques « Aquitaine, Gascogne » et « Ouest et nord-ouest du Massif Central ». La première est caractérisée par une pluviométrie abondante au printemps, modérée en automne, un faible ensoleillement au printemps, un été chaud (19,5 °C), des vents faibles, des brouillards fréquents en automne et en hiver et des orages fréquents en été (15 à 20 jours). La seconde présente une pluviométrie annuelle de 900 à 1 500 mm, maximale en automne et en hiver.
Pour la période 1971-2000, la température annuelle moyenne est de 12,6 °C, avec  une amplitude thermique annuelle de 15,4 °C. Le cumul annuel moyen de précipitations est de 925 mm, avec 11,8 jours de précipitations en janvier et 6,5 jours en juillet. Pour la période 1991-2020, la température moyenne annuelle observée sur la station météorologique la plus proche, située sur la commune de Pays de Belvès à 15 km à vol d'oiseau, est de 13,0 °C et le cumul annuel moyen de précipitations est de 888,2 mm,. Pour l'avenir, les paramètres climatiques de la commune estimés pour 2050 selon différents scénarios d’émission de gaz à effet de serre sont consultables sur un site dédié publié par Météo-France en novembre 2022.

### Milieux naturels et biodiversité

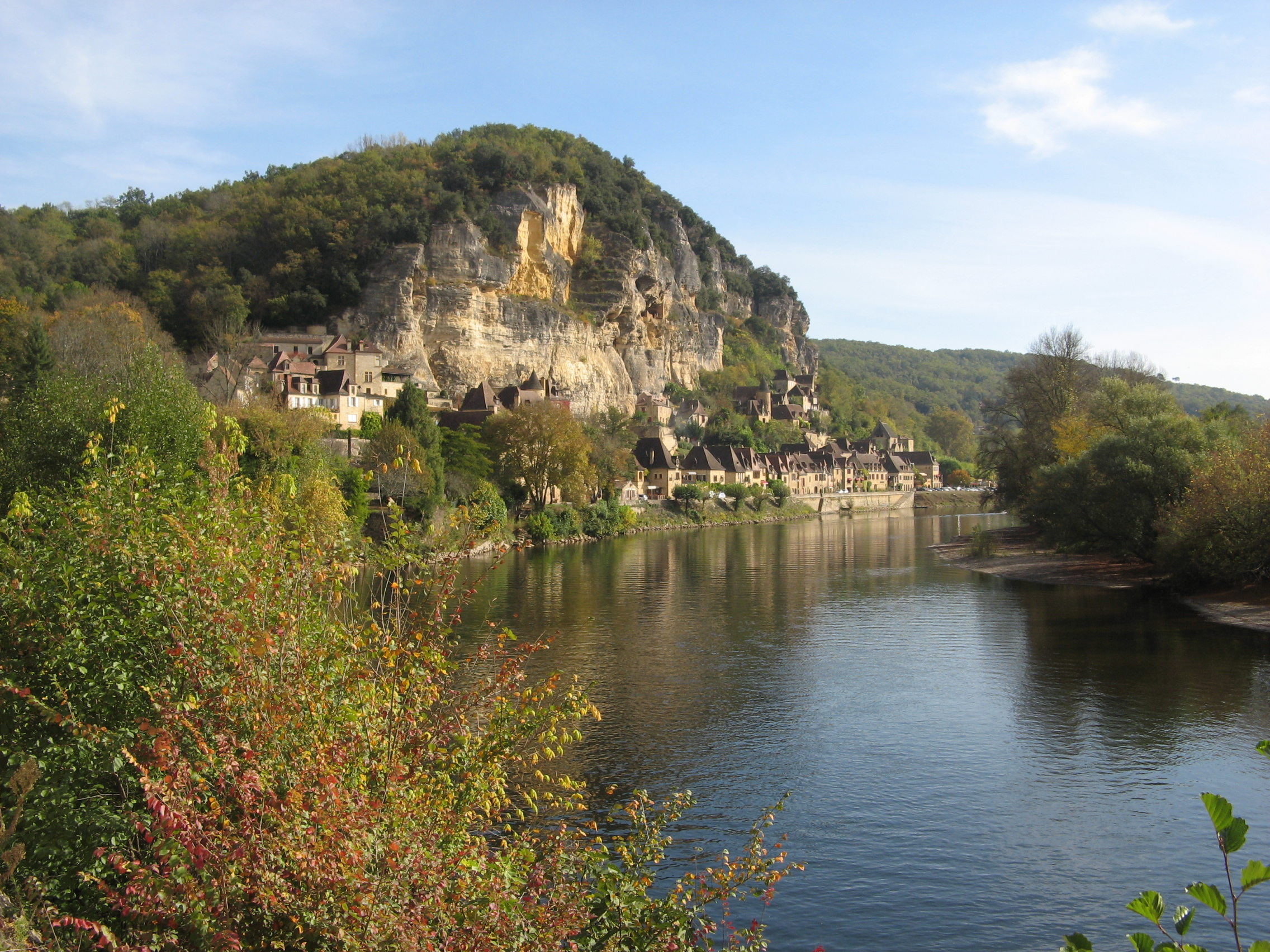
La Dordogne à La Roque-Gageac.

#### Espaces protégés
La protection réglementaire est le mode d'intervention le plus fort pour préserver des espaces naturels remarquables et leur biodiversité associée,.
La commune fait partie du bassin de la Dordogne, un territoire d'une superficie de 24 000 km2 reconnu réserve de biosphère par l'UNESCO en juillet 2012 et se situe dans à la fois dans sa « zone centrale », sa « zone tampon » et sa « zone de transition ».
Depuis 1991, l'ensemble des communes du département de la Dordogne baignées par la Dordogne sont concernées par un arrêté de protection du biotope afin de sauvegarder cinq espèces fluviales migratrices (Alose feinte (Alosa fallax), Grande alose (Alosa alosa), Lamproie fluviatile (Lampetra fluviatilis), Lamproie marine (Petromyzon marinus) et Saumon atlantique (Salmo salar).
Répartie entre Vitrac (en majeure partie) et La Roque-Gageac, l'île de Fontchopine fait également l'objet d'un arrêté de protection du biotope depuis 1986, pour y assurer le repos et la survie de certains mammifères et oiseaux figurant sur la liste des espèces protégées.
À l'ouest, le territoire de la commune de Vézac est limitrophe de La Roque-Gageac. À cet endroit, la falaise qui domine la Dordogne fait également l'objet d'un arrêté de protection du biotope depuis 1990, pour y assurer le repos et la survie du Faucon pèlerin,
La remarquable falaise calcaire qui domine le bourg est répertoriée à l'Inventaire national du patrimoine géologique.

#### Natura 2000
Deux sites du réseau Natura 2000 concernent la commune.
La Dordogne est un site limité aux départements de la Dordogne et de la Gironde, et qui concerne les 103 communes riveraines de la Dordogne, dont La Roque-Gageac,. Seize espèces animales et une espèce végétale inscrites à l'annexe II de la directive 92/43/CEE de l'Union européenne y ont été répertoriées.
La zone Coteaux calcaires de la vallée de la Dordogne est partagée avec vingt-quatre autres communes et s'étend au total sur 3 686 hectares,. Deux espèces de chauves-souris inscrites à l'annexe II de la directive 92/43/CEE de l'Union européenne y ont été répertoriées : le Grand rhinolophe (Rhinolophus ferrumequinum) et le Petit rhinolophe (Rhinolophus hipposideros).
Sur la commune, elle s'étend sur environ deux kilomètres carrés et se situe au nord de la route départementale 703, en un seul site.

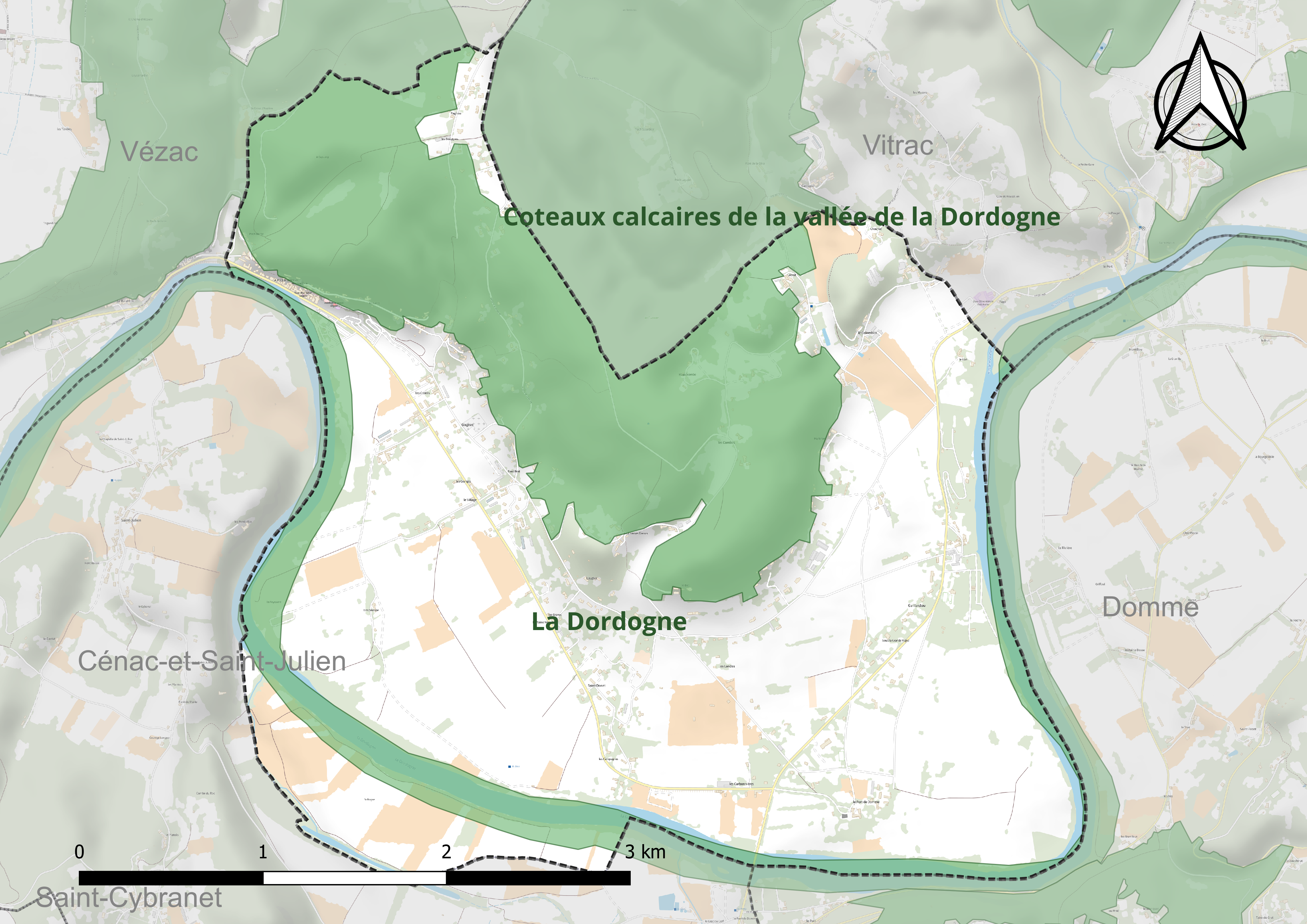
Carte des sites Natura 2000 à La Roque-Gageac.
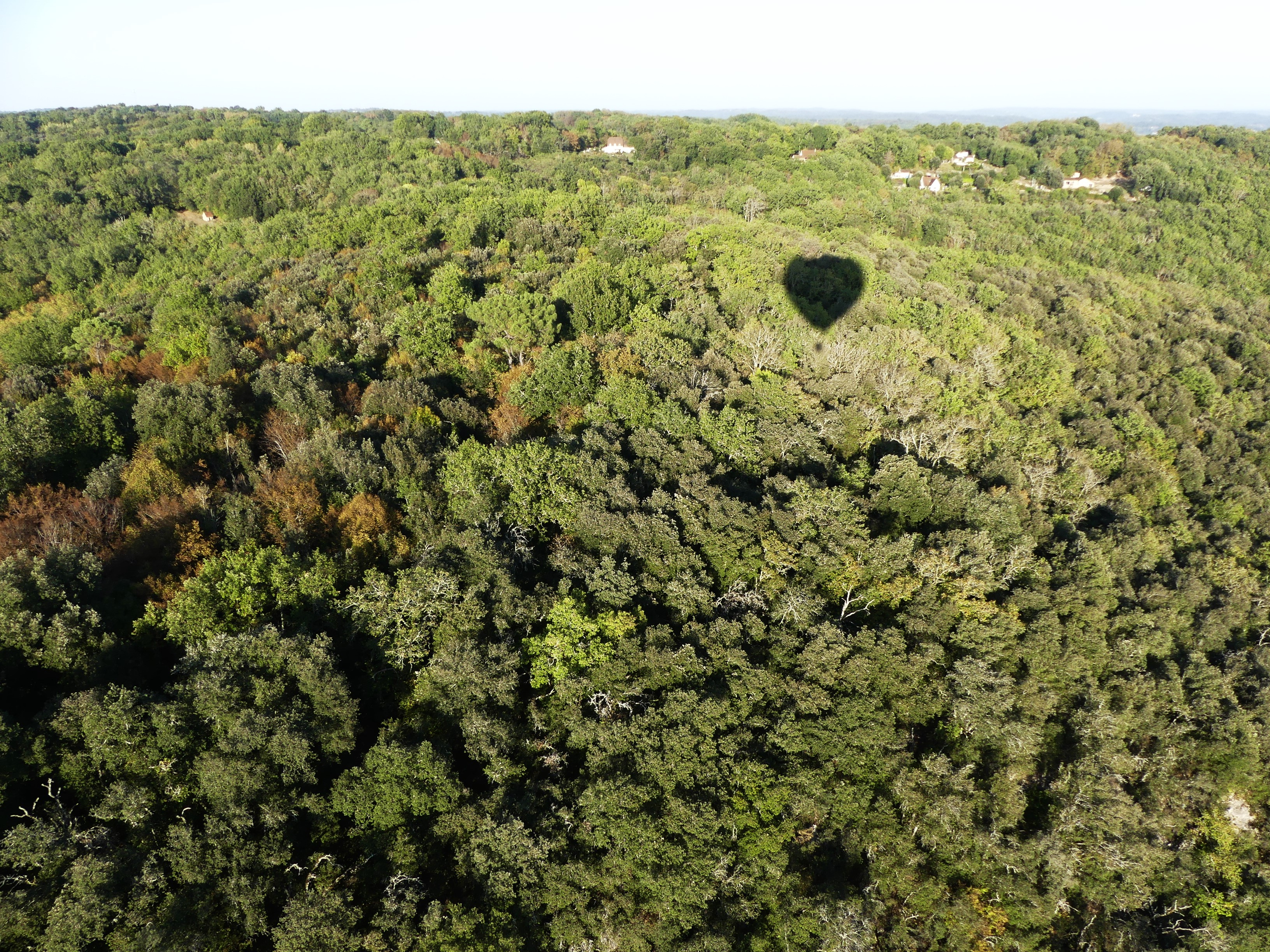
Le coteau au nord et au nord-est du bourg.

#### ZNIEFF
Trois zones naturelles d'intérêt écologique, faunistique et floristique (ZNIEFF) concernent la commune.
La Roque-Gageac fait partie des 104 communes concernées par la ZNIEFF de type 2 « La Dordogne »,, dans laquelle ont été répertoriées huit espèces animales déterminantes et cinquante-sept espèces végétales déterminantes, ainsi que quarante-trois autres espèces animales et trente-neuf autres espèces végétales.
Le site « Coteaux à chênes verts du Sarladais : I-Rive droite de la Dordogne » est une autre ZNIEFF de type 2 de 3 535,59 hectares qui s'étend sur treize communes, dont La Roque-Gageac,, dans laquelle ont été répertoriées six espèces déterminantes d'oiseaux. Sur la commune, elle correspond en grande partie au  périmètre du site Natura 2000 « Coteaux calcaires de la vallée de la Dordogne ».
Entièrement incluse dans la ZNIEFF précédente, le site « Coteaux et falaises de Beynac, de la Roque-Gageac et de Vézac » est une ZNIEFF de type 1 qui s'étend sur 158 hectares,, dans laquelle ont été répertoriées quatre espèces déterminantes d'oiseaux et vingt-trois espèces déterminantes de plantes. L'emprise sur le territoire communal est d'environ 70 hactares, soit 45 % de la superficie de zone..

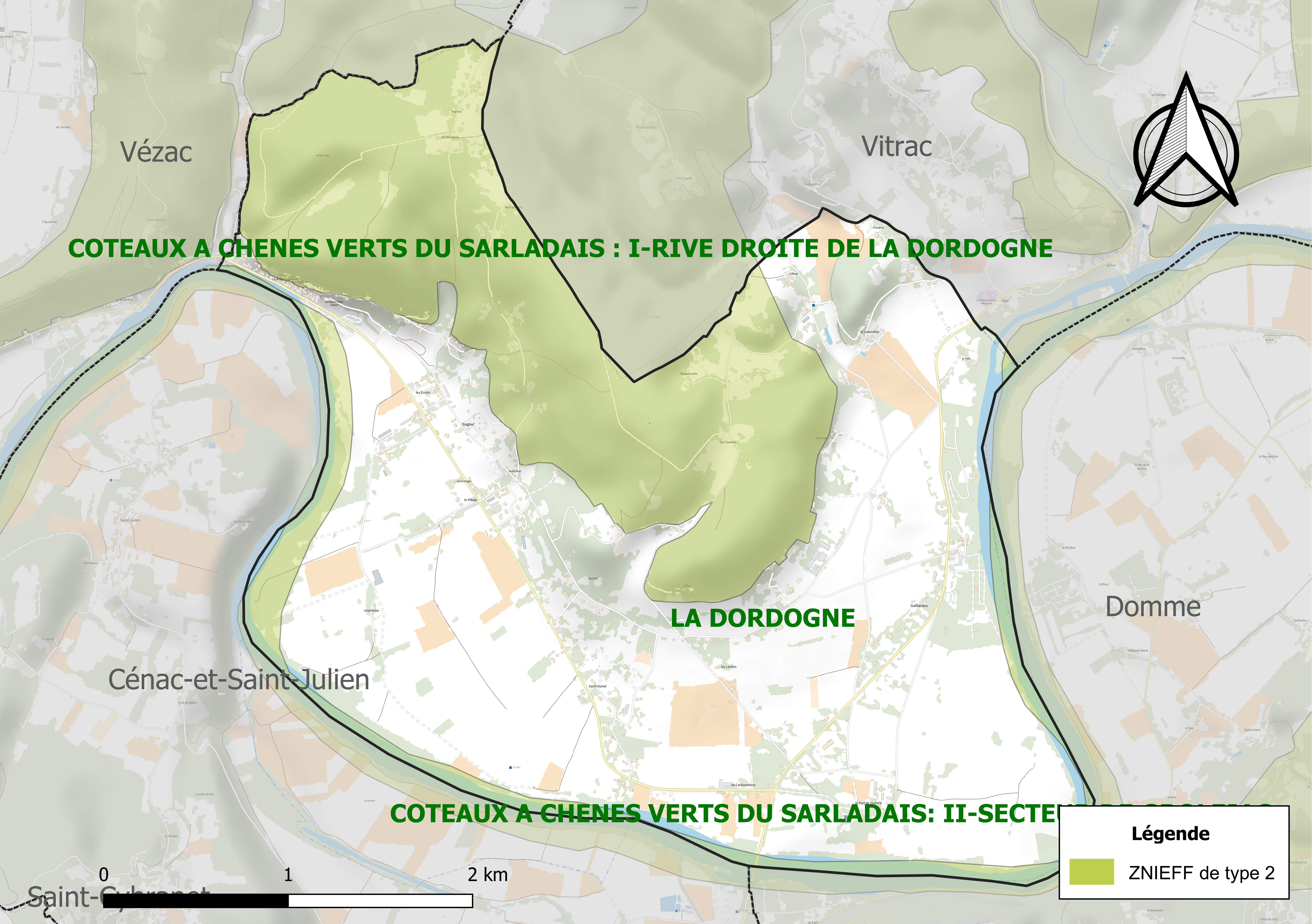
Carte des ZNIEFF de type 2 à La Roque-Gageac.
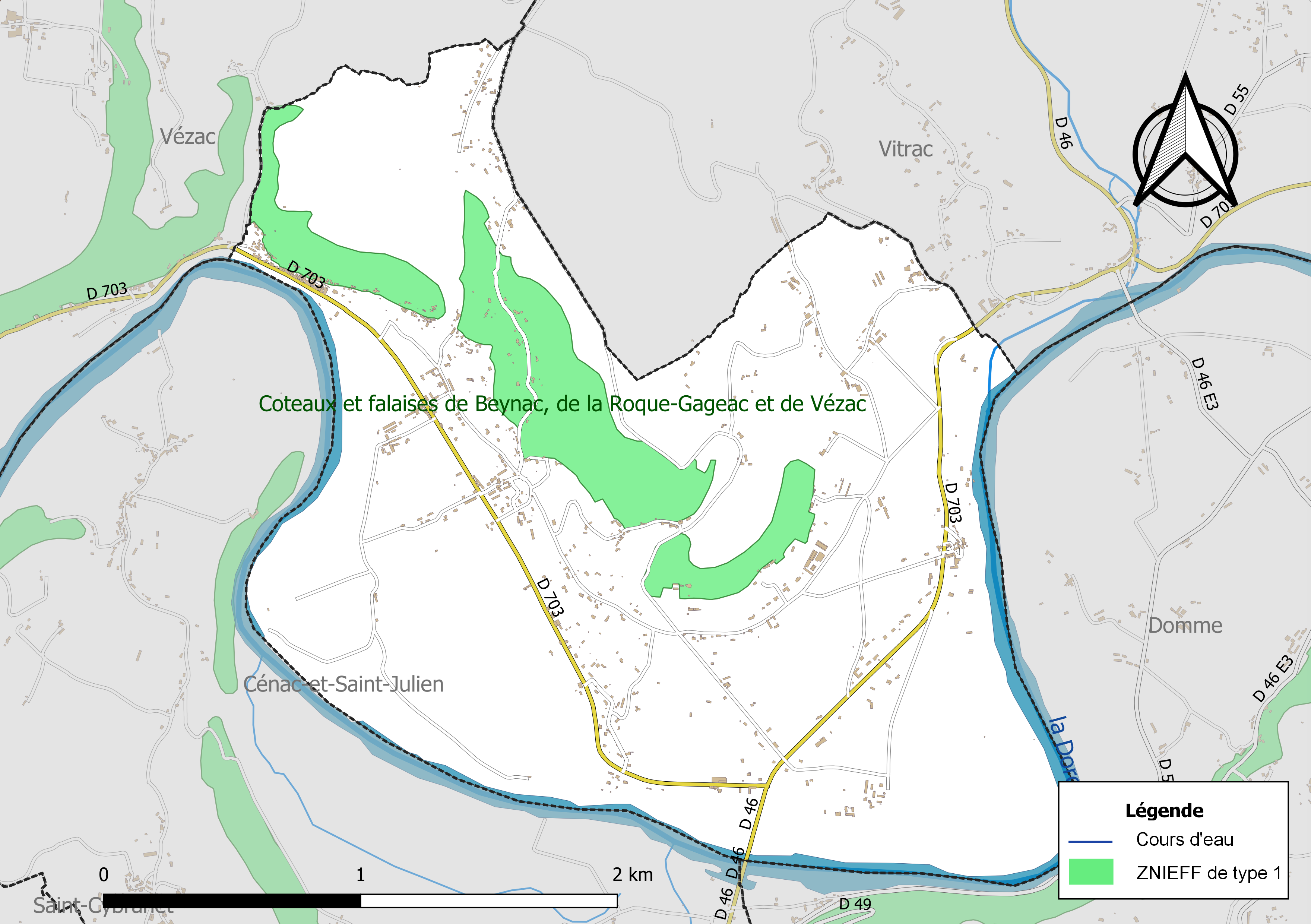
Carte de la ZNIEFF de type 1 à La Roque-Gageac.
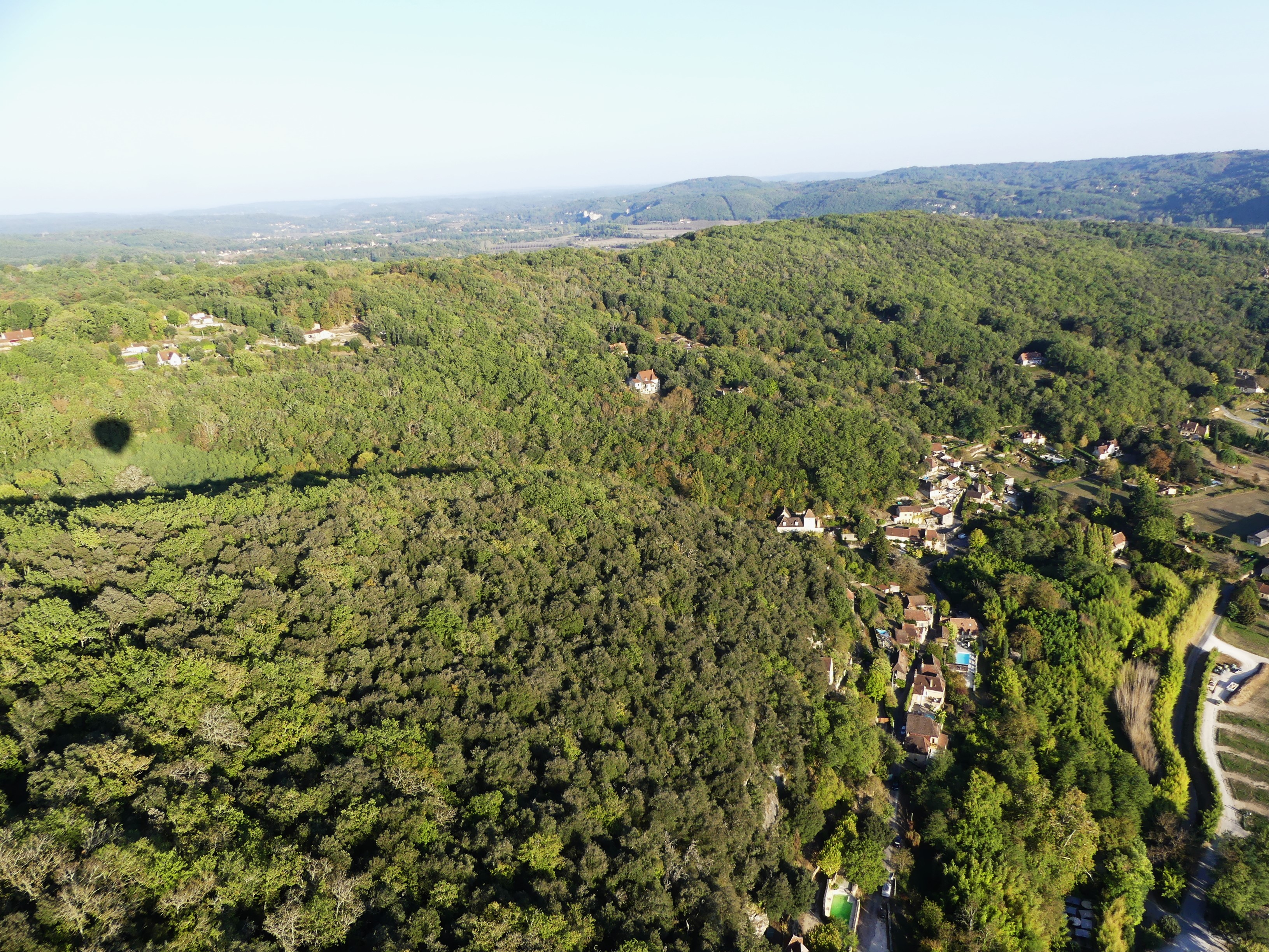
Le coteau à l'est du bourg.

## Urbanisme

### Typologie
Au 1er janvier 2024, La Roque-Gageac est catégorisée commune rurale à habitat dispersé, selon la nouvelle grille communale de densité à 7 niveaux définie par l'Insee en 2022.
Elle est située hors unité urbaine. Par ailleurs la commune fait partie de l'aire d'attraction de Sarlat-la-Canéda, dont elle est une commune de la couronne,. Cette aire, qui regroupe 45 communes, est catégorisée dans les aires de moins de 50 000 habitants,.

### Occupation des sols
L'occupation des sols de la commune, telle qu'elle ressort de la base de données européenne d’occupation biophysique des sols Corine Land Cover (CLC), est marquée par l'importance des territoires agricoles (47,3 % en 2018), en diminution par rapport à 1990 (65,2 %). La répartition détaillée en 2018 est la suivante : 
terres arables (27,9 %), forêts (25,8 %), zones agricoles hétérogènes (19,4 %), zones urbanisées (16,9 %), eaux continentales (10,1 %). L'évolution de l’occupation des sols de la commune et de ses infrastructures peut être observée sur les différentes représentations cartographiques du territoire : la carte de Cassini (XVIIIe siècle), la carte d'état-major (1820-1866) et les cartes ou photos aériennes de l'IGN pour la période actuelle (1950 à aujourd'hui).

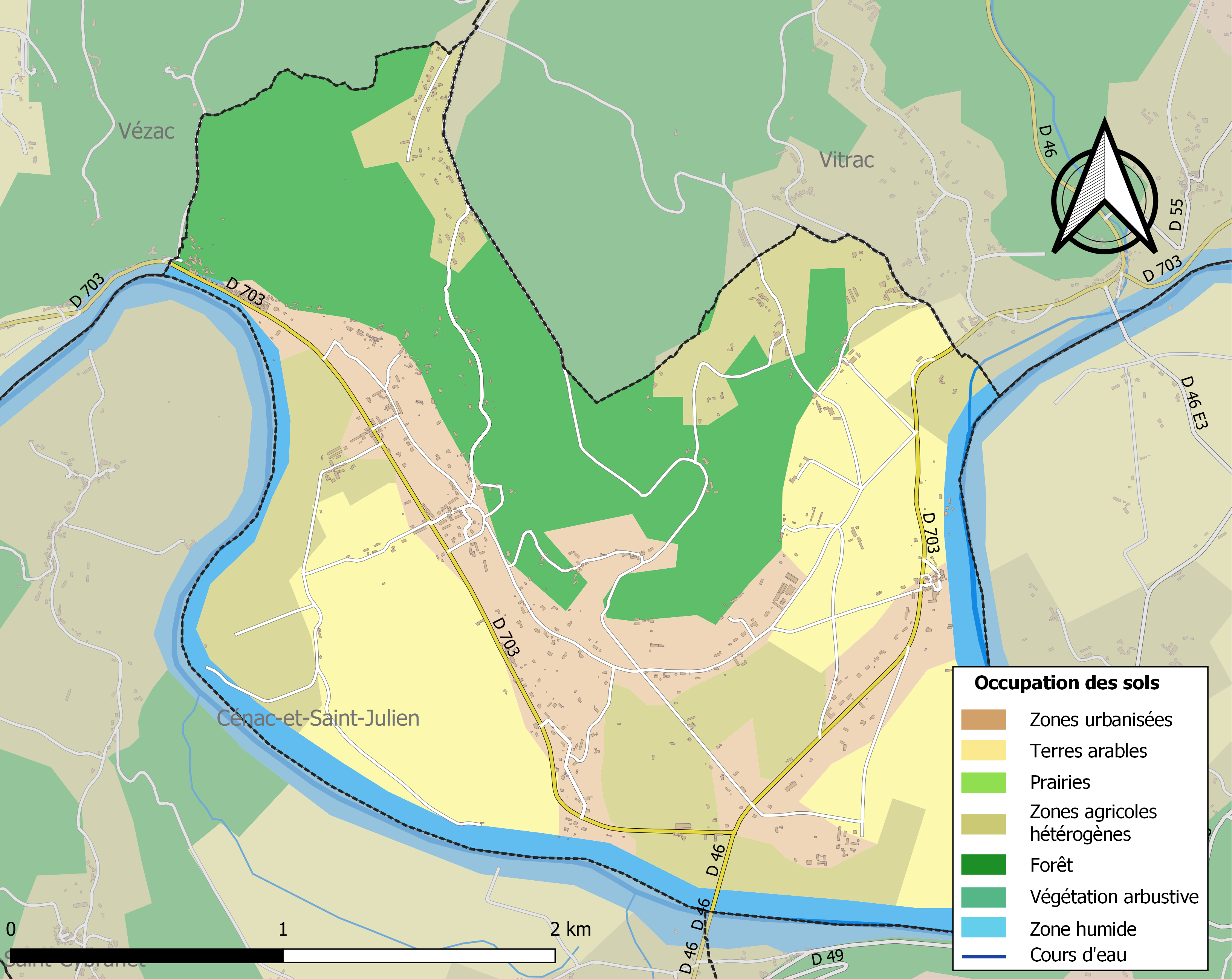
Carte des infrastructures et de l'occupation des sols de la commune en 2018 (CLC).

### Villages, hameaux et lieux-dits
Outre le bourg de La Roque-Gageac proprement dit, le territoire communal se compose de villages ou de hameaux, ainsi que de lieux-dits :
- le Bos
- les Bouygues
- le Cap Long
- les Carbonnières
- Chaunac
- le Colombier
- les Combes
- les Écoles
- Font Réal
- le Fort
- Gaillardou
- les Garrigues
- les Granges
- Labrot
- les Landes
- Lauzier
- Lespînasse
- Mallefon
- Pagnou
- le Port de Domme
- Roquecombe
- Saint-Donat
- le Village.

### Prévention des risques
Le territoire de la commune de La Roque-Gageac est vulnérable à différents aléas naturels : météorologiques (tempête, orage, neige, grand froid, canicule ou sécheresse), inondations, feux de forêts, mouvements de terrains et séisme (sismicité très faible). Il est également exposé à un risque technologique, la rupture d'un barrage. Un site publié par le BRGM permet d'évaluer simplement et rapidement les risques d'un bien localisé soit par son adresse soit par le numéro de sa parcelle.

#### Risques naturels
Certaines parties du territoire communal sont susceptibles d’être affectées par le risque d’inondation par débordement de cours d'eau, notamment la Dordogne. La commune a été reconnue en état de catastrophe naturelle au titre des dommages causés par les inondations et coulées de boue survenues en 1982, 1990, 1993, 1996, 1999, 2001 et 2021,. Le risque inondation est pris en compte dans l'aménagement du territoire de la commune par le biais du plan de prévention des risques inondation (PPRI) de la « vallée de la Dordogne amont »  approuvé le 15 avril 2011, pour les crues de la Dordogne,. Toutes les zones basses de la commune sont exposées, notamment une grande partie de celles situées en contrebas de la route départementale 703 (sauf celles au nord du lieu-dit Gaillardou) mais également toute la partie basse du bourg, le long de cette même route.
La Roque-Gageac est exposée au risque de feu de forêt. L’arrêté préfectoral du 14 mars 2013 fixe les conditions de pratique des incinérations et de brûlage dans un objectif de réduire le risque de départs d’incendie. À ce titre, des périodes sont déterminées : interdiction totale du 15 février au 15 mai et du 15 juin au 15 octobre, utilisation réglementée du 16 mai au 14 juin et du 16 octobre au 14 février. En septembre 2020, un plan inter-départemental de protection des forêts contre les incendies (PidPFCI) a été adopté pour la période 2019-2029,.

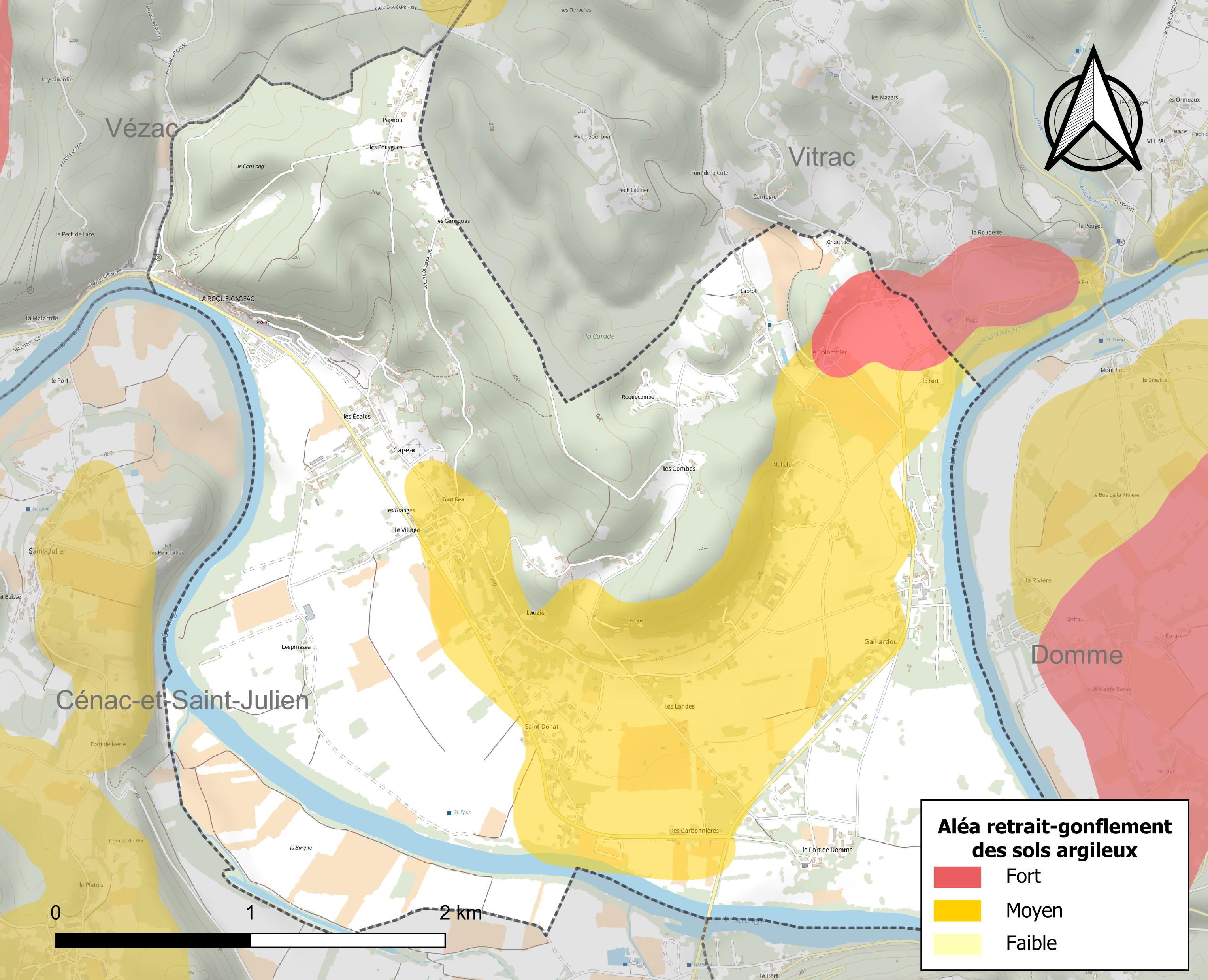
Carte des zones d'aléa retrait-gonflement des sols argileux de La Roque-Gageac.

Les mouvements de terrains susceptibles de se produire sur la commune sont des tassements différentiels. Le retrait-gonflement des sols argileux est susceptible d'engendrer des dommages importants aux bâtiments en cas d’alternance de périodes de sécheresse et de pluie. 27,5 % de la superficie communale est en aléa moyen ou fort (58,6 % au niveau départemental et 48,5 % au niveau national métropolitain). Depuis le 1er octobre 2020, en application de la loi ÉLAN, différentes contraintes s'imposent aux vendeurs, maîtres d'ouvrages ou constructeurs de biens situés dans une zone classée en aléa moyen ou fort,.
La commune a été reconnue en état de catastrophe naturelle au titre des dommages causés par la sécheresse en 2011 et par des mouvements de terrain en 1999 et 2010.

#### Risque technologique
La commune est en outre située en aval du barrage de Bort-les-Orgues, un ouvrage de classe A situé dans le département de la Corrèze et faisant l'objet d'un plan particulier d'intervention (PPI) depuis 2009. À ce titre elle est susceptible d’être touchée par l’onde de submersion consécutive à la rupture de cet ouvrage,.

## Toponymie
La première mention écrite connue du lieu date de l'an 1214 sous la forme Rupis de Gajaco dans un écrit de l'abbé de Sarlat à Simon de Montfort. La première partie du nom correspond à l'occitan ròca qui désigne un château fort ou une paroi rocheuse. Gageac correspond à un nom de personnage gallo-roman Gaius suivi du suffixe -acum, indiquant le « domaine de Gaius ».
Sur la carte de Cassini représentant la France entre 1756 et 1789, le village est identifié sous le nom de la Roque.
En occitan, la commune porte le nom de La Ròca de Gajac,.
Sur la planète Mars, en janvier 2021, l'une des cibles d'analyses poussées effectuées sur un affleurement rocheux par l'astromobile Curiosity de la NASA est baptisée d'après la commune, mais avec une erreur de transcription « La Rogue-Gageac ».

## Histoire

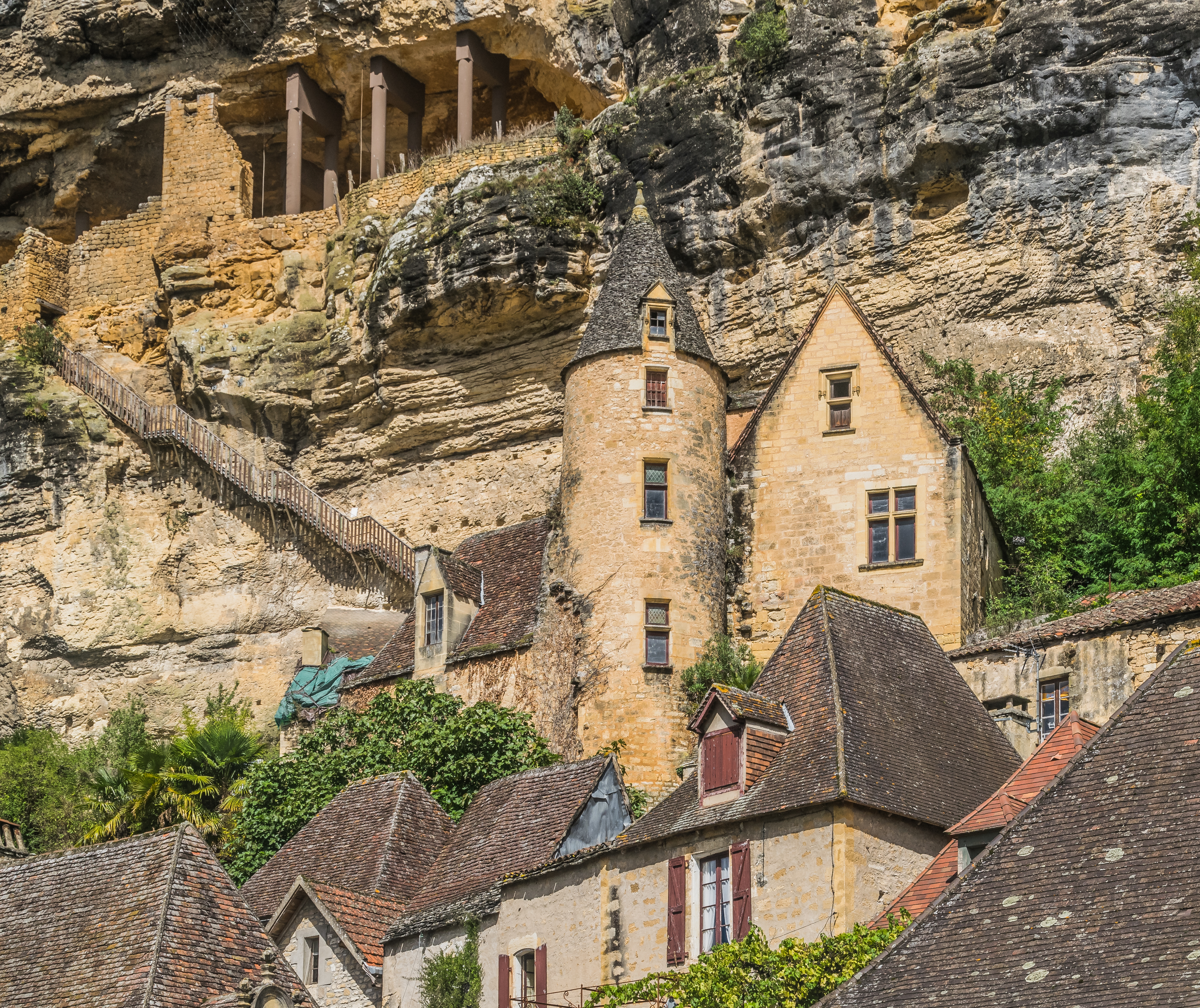
Le manoir de Tarde sous le fort troglodytique.

Le territoire communal a été occupé à la Préhistoire, comme l'atteste la grotte de Maldidier., puis à l'époque gallo-romaine.
Au Moyen Âge, La Roque Gageac était une ville close avec fortifications et a compté jusqu'à 1 500 habitants. À l'époque, la Dordogne faisait vivre pêcheurs et gabariers du port, où se négociaient le bois, le fer, le sel et le vin. De cette période demeure l'église recouverte de lauzes. Non loin se dresse, flanqué d'une tour ronde, le manoir de la famille Tarde, amie de Galilée. Pendant la guerre de Cent Ans, La Roque Gageac accueillit les évêques de Sarlat. Leur résidence, à l'extrémité du village, a été conservée. Dominant les maisons, les vestiges du fort de la Roque défient encore le temps.
Au XVIIIe siècle, le port recevait annuellement deux cents gabarres.
Ancienne paroisse du diocèse de Sarlat, la commune de La Roque-Gageac (appelée dans un premier temps Laroque Gajac) est créée dans les premières années de la Révolution française.
Le 17 janvier 1957, un pan de la falaise s'éboule sur une partie du village, tuant trois personnes en détruisant six maisons et une grange, coupant la route et terminant sa course dans la Dordogne. En 2007, une stèle et une plaque ont été implantées au pied de la falaise à la mémoire des victimes de 1957.
Le 9 janvier 2010, un pan du plafond du fort troglodytique s'effondre entraînant la chute d'une partie du mur de courtine du fort, accroché à la paroi de la falaise depuis le XIIe siècle, sur le côté du bâtiment d'accueil du site. Le 3 juin 2010, au début de la saison touristique, à la suite de la menace d'un rocher de 320 tonnes de s'effondrer sur le village et aux conclusions d'experts d'un danger imminent, la route départementale 703, traversant le village et surplombée par la falaise, est fermée pendant cinq semaines, avec évacuation des personnes les plus menacées. Des travaux de protection, notamment avec la pose de filets, sont effectués pour protéger les vies. À la suite de ces travaux, la RD 703 est rouverte le 10 juillet 2010 et les personnes évacuées ont pu regagner leur domicile.
À la suite de l'effondrement du plafond du fort troglodytique, le site n'a plus été visitable pendant les dix années de travaux qui ont été nécessaires pour le remettre en état. Il a pu rouvrir ses portes en 2020,.
À compter de novembre 2013, la route départementale 703 est fermée dans sa traversée du bourg de La Roque-Gageac pour une période de cinq mois, nécessaire à la création de voies piétonnes sécurisées de chaque côté de la route.

## Politique et administration

### Rattachements administratifs et électoraux
Aux débuts de la Révolution française, la commune de La Roque-Gageac fait partie du canton de Domme qui dépend du district de Sarlat jusqu'en 1795, date de suppression des districts. En 1801, la commune est rattachée au canton de Sarlat (devenu le canton de Sarlat-la-Canéda en 1965) qui dépend de l'arrondissement de Sarlat (devenu l'arrondissement de Sarlat-la-Canéda en 1965).
Pour les élections législatives, la commune fait partie de la quatrième circonscription de la Dordogne.

### Intercommunalité
La Roque-Gageac est en 1998 l'une des sept communes fondatrices de la communauté de communes du Périgord noir qui, en 2010, fusionne avec la communauté de communes du Sarladais. La nouvelle intercommunalité conserve provisoirement le nom de communauté de communes du Périgord noir avant de devenir en mai 2011 la communauté de communes Sarlat-Périgord noir.

### Administration municipale
La population de la commune étant comprise entre 100 et 499 habitants au recensement de 2017, onze conseillers municipaux ont été élus en 2020,.
Pour les élections législatives, la commune fait partie de la deuxième circonscription de la Dordogne.

### Liste des maires

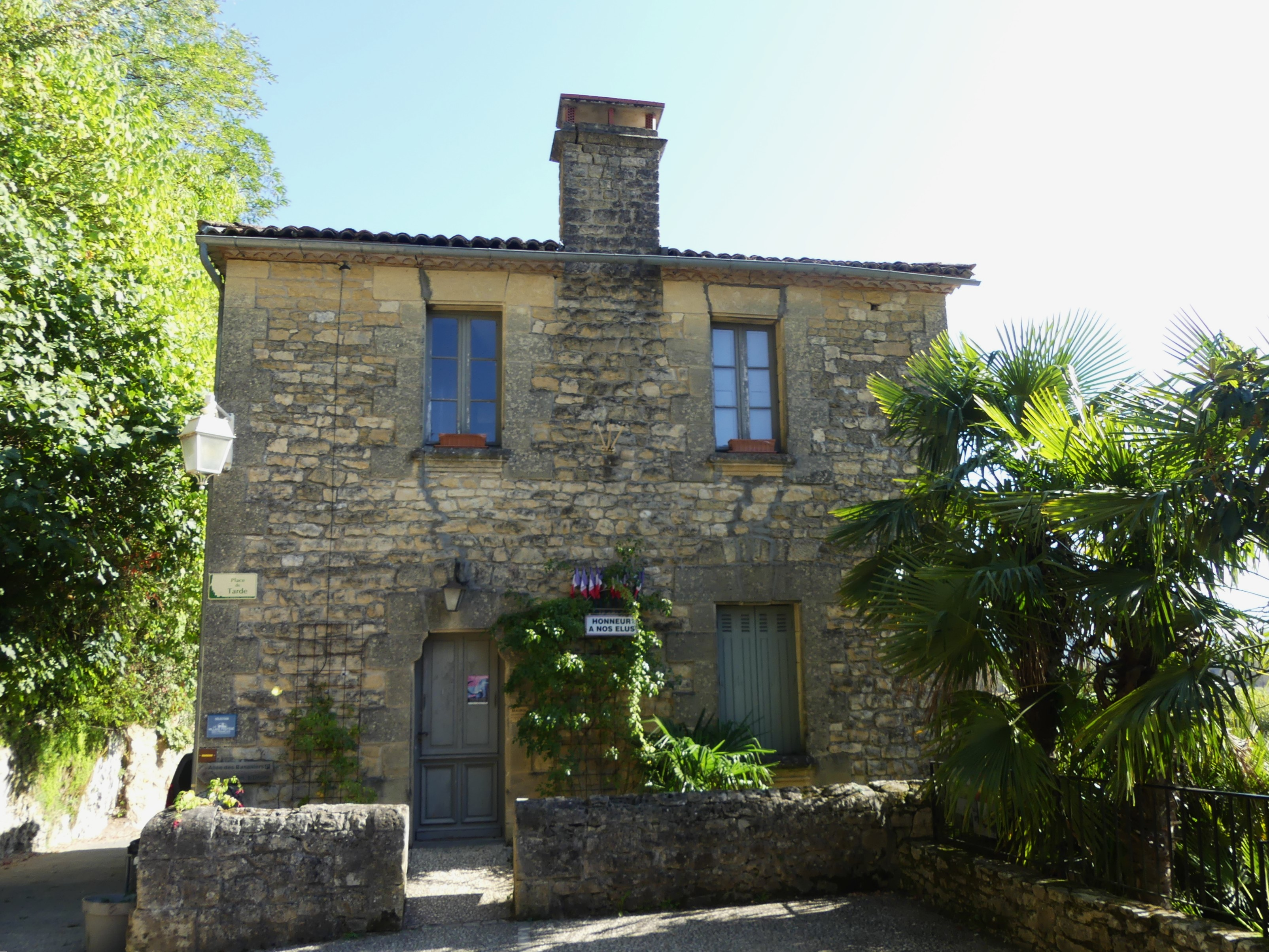
La mairie en 2023.

| Période                                  | Période  | Identité                      | Étiquette             | Qualité |
| ---------------------------------------- | -------- | ----------------------------- | --------------------- | --- |
| Les données manquantes sont à compléter. |          |                               |                       | |
|                                          |          |                               |                       | |
|                                          |          | Louis Carvès (décédé en 1845) |                       | |
|                                          |          |                               |                       | |
| juin 1995 (réélu en mai 2020)            | En cours | Jérôme Peyrat                 | RPR, UMP LR puis LREM | Président de la communauté de communes du Périgord noir (1998-2010) Conseiller politique et parlementaire de la Présidence de la République française (2007-2009) Conseiller régional d'Aquitaine (2010-2015 et depuis 2021) |

### Jumelages

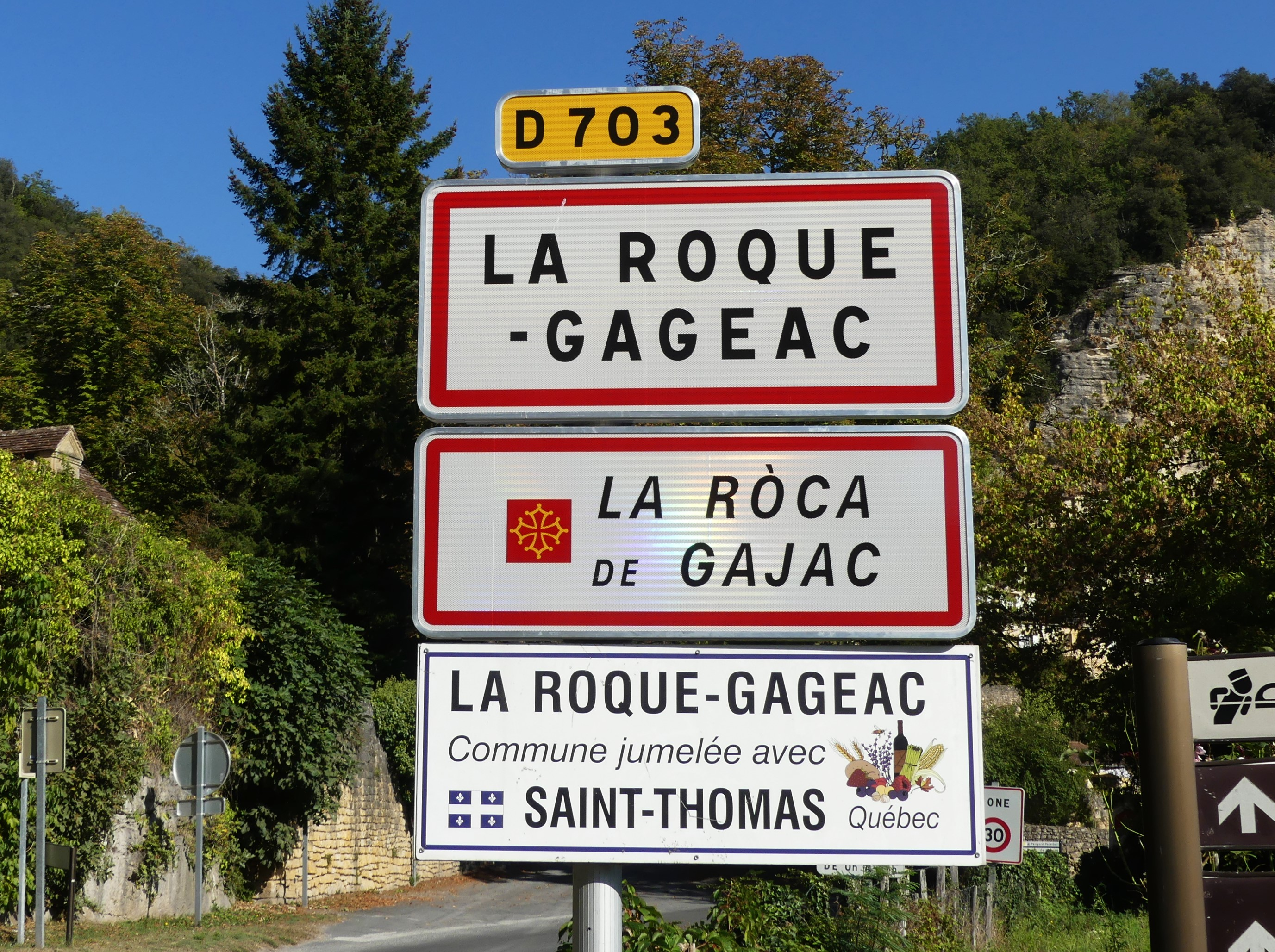
Panneau d'entrée dans le bourg.

- Saint-Thomas (Canada) depuis 2006[91].

## Équipements et services publics

### Enseignement
En 2023, la commune de La Roque-Gageac est organisée en regroupement pédagogique intercommunal (RPI) avec celle de Vitrac au niveau des classes de primaire : l'unique école « La Folle Avoine » située à Vitrac regroupe les élèves depuis la d'école maternelle jusqu'au cours moyen 2e année.

### Santé
Il n'y a pas de professionnel de santé dans la commune mais plusieurs dans la commune voisine de Cénac-et-Saint-Julien : médecins généralistes, dentiste et pharmacie. Les hôpitaux les plus proches sont ceux de Domme et de Sarlat.

### Justice
Dans le domaine judiciaire, La Roque-Gageac relève : 
- du tribunal de proximité de Sarlat-la-Canéda ;
- du tribunal judiciaire, du tribunal pour enfants, du conseil de prud'hommes et du tribunal de commerce de Bergerac ;
- du pôle Nationalité du tribunal judiciaire de Périgueux (compétent uniquement dans le domaine de la nationalité) ;
- de la cour d'appel et de la  cour administrative d'appel de Bordeaux.

### Sécurité
Pour la sécurité, la commune dépend de la brigade de gendarmerie de Sarlat-la-Canéda.

## Population et société

### Démographie
Les habitants de La Roque-Gageac se nomment les Laroquois.
L'évolution du nombre d'habitants est connue à travers les recensements de la population effectués dans la commune depuis 1793. Pour les communes de moins de 10 000 habitants, une enquête de recensement portant sur toute la population est réalisée tous les cinq ans, les populations de référence des années intermédiaires étant quant à elles estimées par interpolation ou extrapolation. Pour la commune, le premier recensement exhaustif entrant dans le cadre du nouveau dispositif a été réalisé en 2008.

En 2022, la commune comptait 439 habitants, en évolution de −3,09 % par rapport à 2016 (Dordogne : +0,37 %, France hors Mayotte : +2,11 %).
| 1793 | 1800 | 1806 | 1821 | 1831 | 1836 | 1841 | 1846 | 1851 |
| ---- | ---- | ---- | ---- | ---- | ---- | ---- | ---- | ---- |
| 690  | 474  | 606  | 661  | 739  | 741  | 768  | 750  | 807  |

| 1856 | 1861 | 1866 | 1872 | 1876 | 1881 | 1886 | 1891 | 1896 |
| ---- | ---- | ---- | ---- | ---- | ---- | ---- | ---- | ---- |
| 757  | 712  | 705  | 667  | 696  | 651  | 643  | 643  | 577  |

| 1901 | 1906 | 1911 | 1921 | 1926 | 1931 | 1936 | 1946 | 1954 |
| ---- | ---- | ---- | ---- | ---- | ---- | ---- | ---- | ---- |
| 568  | 505  | 518  | 438  | 439  | 415  | 408  | 421  | 446  |

| 1962 | 1968 | 1975 | 1982 | 1990 | 1999 | 2006 | 2008 | 2013 |
| ---- | ---- | ---- | ---- | ---- | ---- | ---- | ---- | ---- |
| 406  | 357  | 373  | 404  | 447  | 449  | 420  | 412  | 449  |

| 2018 | 2022 | - | - | - | - | - | - | - |
| ---- | ---- | - | - | - | - | - | - | - |
| 426  | 439  | - | - | - | - | - | - | - |

### Manifestations culturelles et festivités
- Fête des terroirs gourmands, sur deux jours en août (24e édition en 2022[101]).

## Économie

### Ménages fiscaux
| REV T1 - Ménages fiscaux de l'année 2021                          |          |
| ménages fiscaux - hors communautés et sans abris                  |          |
| Nombre de ménages fiscaux                                         | 208      |
| Nombre de personnes dans les ménages fiscaux                      | 403      |
| Médiane du revenu disponible par unité de consommation (en euros) | 23 030 € |

Insee-DGFiP-Cnaf-Cnav-Ccmsa, au 1er janvier 2021

### Emploi
En 2021, parmi la population communale comprise entre 15 et 64 ans, les actifs représentent 180 personnes, soit 41,9 % de la population municipale. Le nombre de chômeurs (30) a fortement augmenté par rapport à 2015 (20) et le taux de chômage de cette population active s'établit à 16,6 %.

### Activités hors agriculture

#### Secteurs d'activité
67 établissements marchands non agricoles sont économiquement actifs en 2021 à La Roque-Gageac,.
| Secteur d'activité                                                                                        | Commune | Commune | Département |
| Secteur d'activité                                                                                        | Nombre  | %       | %           |
| --- | ------- | ------- | ----------- |
| Ensemble                                                                                                  | 67      | 100 %   | (100 %)     |
| Industrie manufacturière, industries extractives et autres                                                | 1       | 1,5 %   | (8,4 %)     |
| Construction                                                                                              | 3       | 4,5 %   | (13,4 %)    |
| Commerce de gros et de détail, transports, hébergement et restauration                                    | 40      | 59,7 %  | (28,2 %)    |
| Information et communication                                                                              | 1       | 1,5 %   | (1,8 %)     |
| Activités financières et d'assurance                                                                      | 0       | 0,0 %   | (3,6 %)     |
| Activités immobilières                                                                                    | 5       | 7,5 %   | (6,7 %)     |
| Activités spécialisées, scientifiques et techniques et activités de services administratifs et de soutien | 7       | 10,4 %  | (15 %)      |
| Administration publique, enseignement, santé humaine et action sociale                                    | 3       | 4,5 %   | (12,8 %)    |
| Autres activités de services                                                                              | 7       | 10,4 %  | (10,1 %)    |

Le secteur du commerce de gros et de détail, des transports, de l'hébergement et de la restauration est ultra-majoritaire sur la commune puisqu'il représente 59,7 % du nombre total d'établissements de la commune (40 sur les 67 entreprises implantées à La Roque-Gageac), contre 28,2 % au niveau départemental.

#### Entreprises et commerces
L'entreprise ayant son siège social sur le territoire communal qui a généré le plus de chiffre d'affaires en 2023 est « Aventures et Loisirs », (location et location-bail d'articles de loisirs et de sport avec 1 071 k€).

### Agriculture

#### Généralités
La commune est dans le « Périgord noir », une petite région agricole dans le département de la Dordogne. En 2020, l'orientation technico-économique de l'agriculture  sur la commune est la polyculture et/ou le polyélevage. 
|               | 1988 | 2000 | 2010 | 2020 |
| ------------- | ---- | ---- | ---- | ---- |
| Exploitations | 22   | 21   | 17   | 13   |
| SAU (ha)      | 347  | 287  | 265  | 226  |

Le nombre d'exploitations agricoles en activité et ayant leur siège dans la commune est passé de 22 lors du recensement agricole de 1988 à 21 en 2000 puis à 17 en 2010 et enfin à 13 en 2020, soit une baisse de 41 % en 32 ans. Le même mouvement est observé à l'échelle du département qui a perdu pendant cette période 60 % de ses exploitations (passant de 15 825 à 6 330),. La surface agricole utilisée sur la commune a également diminué, passant de 347 ha en 1988 à 226 ha en 2020. Parallèlement, la surface agricole utilisée moyenne par exploitation a légèrement augmenté, passant de 16 à 17 ha.

### Culture du tabac à La Roque-Gageac.
Plusieurs familles de La Roque-Gageac ont longtemps vécu grâce à la culture du tabac. Cette culture de subsistance a marqué le XXe siècle ; grâce à cette production, les petits paysans recevaient une rentrée d'argent significative, consécutive à la vente de la récolte de l'année à la Régie nationale des tabacs et des allumettes. On a pu dire que cette culture sauf cas de grêle, était une forme de « sécurité sociale des paysans ». Au fil du temps, la culture du tabac blond a remplacé la culture du tabac brun. Le tabac est récolté puis séché « sur cadre » directement dans le champ. Une fois sec, il est effeuillé et conditionné en balles puis livré aux différentes coopératives françaises, pour le transformer en cigarettes. La filière a été très contrôlée par l'État jusque dans les années 1970 : les producteurs devaient alors détenir un permis et répondre à des contraintes drastiques pour leurs plantations. La fin du monopole de l'État imposé par le droit communautaire a permis aux producteurs de gagner plus d'argent dans les premiers temps, mais ces conditions ont évolué depuis la privatisation de la Société d'exploitation industrielle des tabacs et des allumettes (SEITA) et la renégociation du prix du tabac au kilo pour tenir compte de l'évolution des marchés.

### Tourisme

#### Hôtels
| Nombre et capacité des hôtels au 1er janvier 2024 |        |          |
|                                                   | Hôtels | Chambres |
| Ensemble                                          | 4      | 78       |
| 1 étoile                                          | 1      | 8        |
| 2 étoiles                                         | 1      | 17       |
| 3 étoiles                                         | 1      | 13       |
| 4 étoiles                                         | 1      | 40       |
| 5 étoiles                                         | 0      | 0        |
| Non classé                                        | 0      | 0        |

#### Campings
| Nombre et capacité des campings au 1er janvier 2024 |          |              |
|                                                     | Terrains | Emplacements |
| Ensemble                                            | 3        | 410          |
| 1 étoile                                            | 0        | 0            |
| 2 étoiles                                           | 0        | 0            |
| 3 étoiles                                           | 2        | 350          |
| 4 étoiles                                           | 0        | 0            |
| 5 étoiles                                           | 0        | 0            |
| Non classé                                          | 1        | 60           |

## Culture locale et patrimoine

### Lieux et monuments

#### Patrimoine civil ou militaire
- Le fort de La Roque-Gageac, ou fort de la Roque, est un fort troglodytique du XIIe siècle à l'intérieur duquel se trouvaient cinq maisons nobles[113]. Ancienne demeure des évêques de Sarlat, sa position à flanc de falaise, cinquante mètres au-dessus du lit de la Dordogne en a fait un site inexpugnable, ni pris ni même attaqué par les Anglais lors de la guerre de Cent Ans[113]. Au fil du temps, des éboulements successifs ont ruiné les maisons nobles[113]. Une partie de la voûte s'étant effondrée en 2010, la commune a sécurisé les lieux en 2015[114]. Jean-Max Touron, déjà responsable de plusieurs autres sites touristiques du département, en est devenu propriétaire et a fait effectuer des travaux importants permettant sa réouverture au public à l'été 2020[115].
- Le manoir de Tarde (ou château de Tarde[116], ou manoir de la Roque[113]), XVe siècle, classé partiellement depuis 1951 au titre des monuments historiques pour ses façades et toitures.
- Le Jardin exotique et sa bambousaie[117].
- La zone de protection du patrimoine architectural, urbain et paysager (ZPPAUP) de La Roque-Gageac a été créée le 31 août 1994[118] et révisée le 3 mars 2008[119]. Elle a été transformée en site patrimonial remarquable (SPR). Ce site vise à englober l'ensemble des protections patrimoniales, en préservant les sites archéologiques sensibles, les monuments historiques, les immeubles d'intérêt architectural, les ensembles urbains homogènes et les espaces naturels[118].
- Conservé dans la salle du conseil municipal, un tableau de Lucien de Maleville représentant le bourg est inscrit depuis 2005 au titre des monuments historiques[120].
- Bien qu'attenant au bourg de La Roque-Gageac, le château de la Malartrie qui surplombe la Dordogne est implanté sur la commune voisine de Vézac.

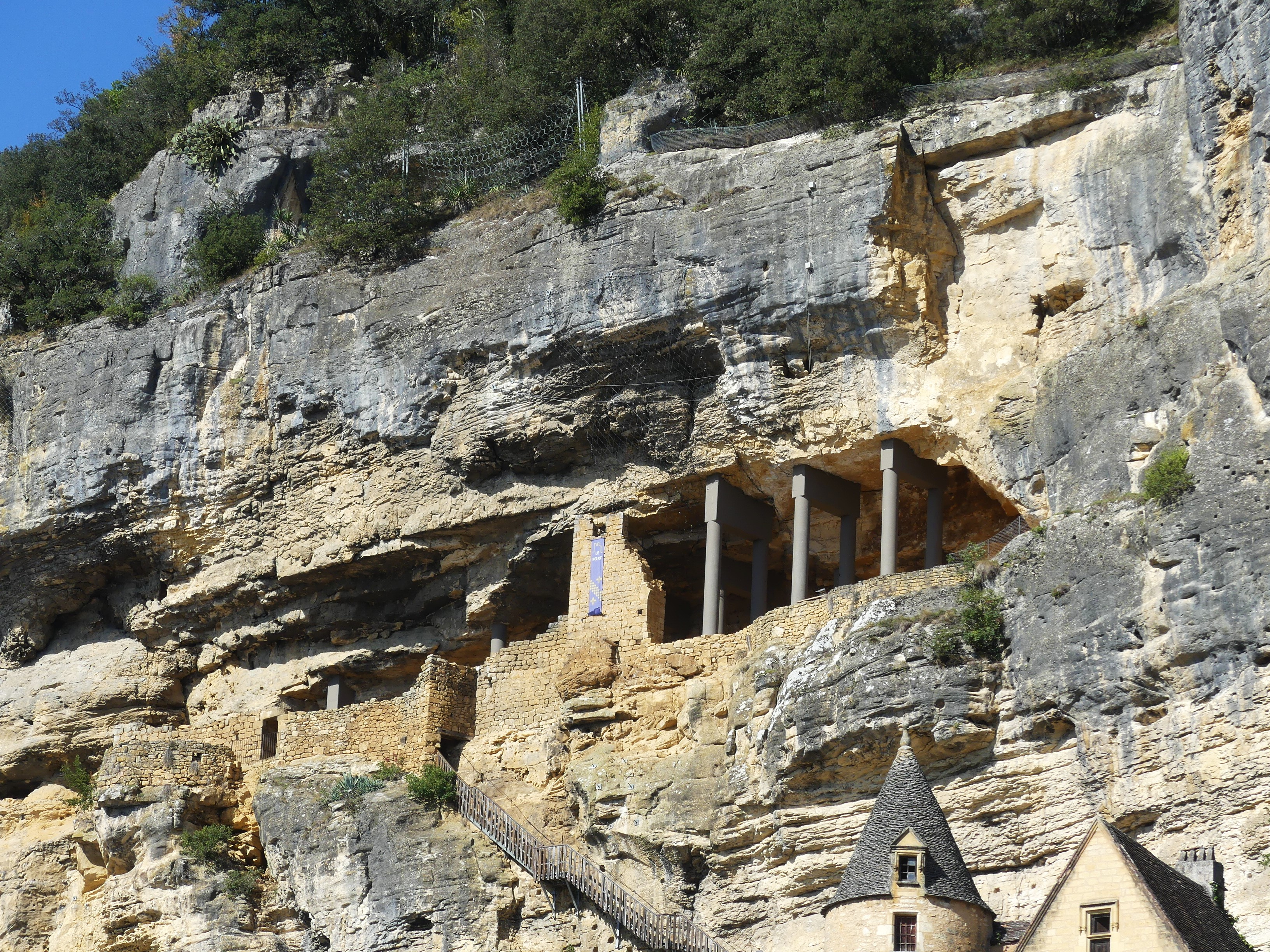
Les vestiges du fort troglodytique.
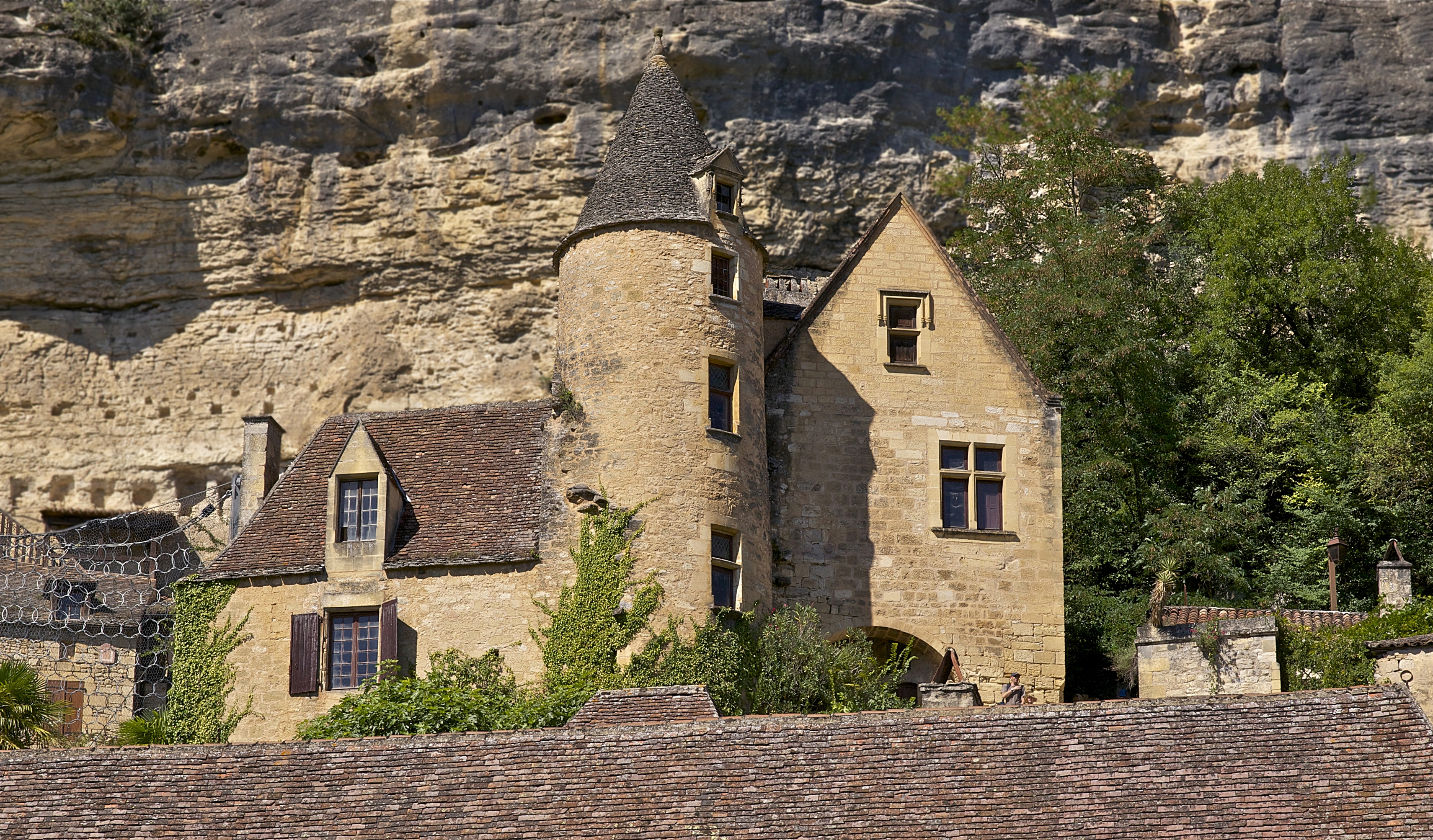
Le manoir de Tarde.
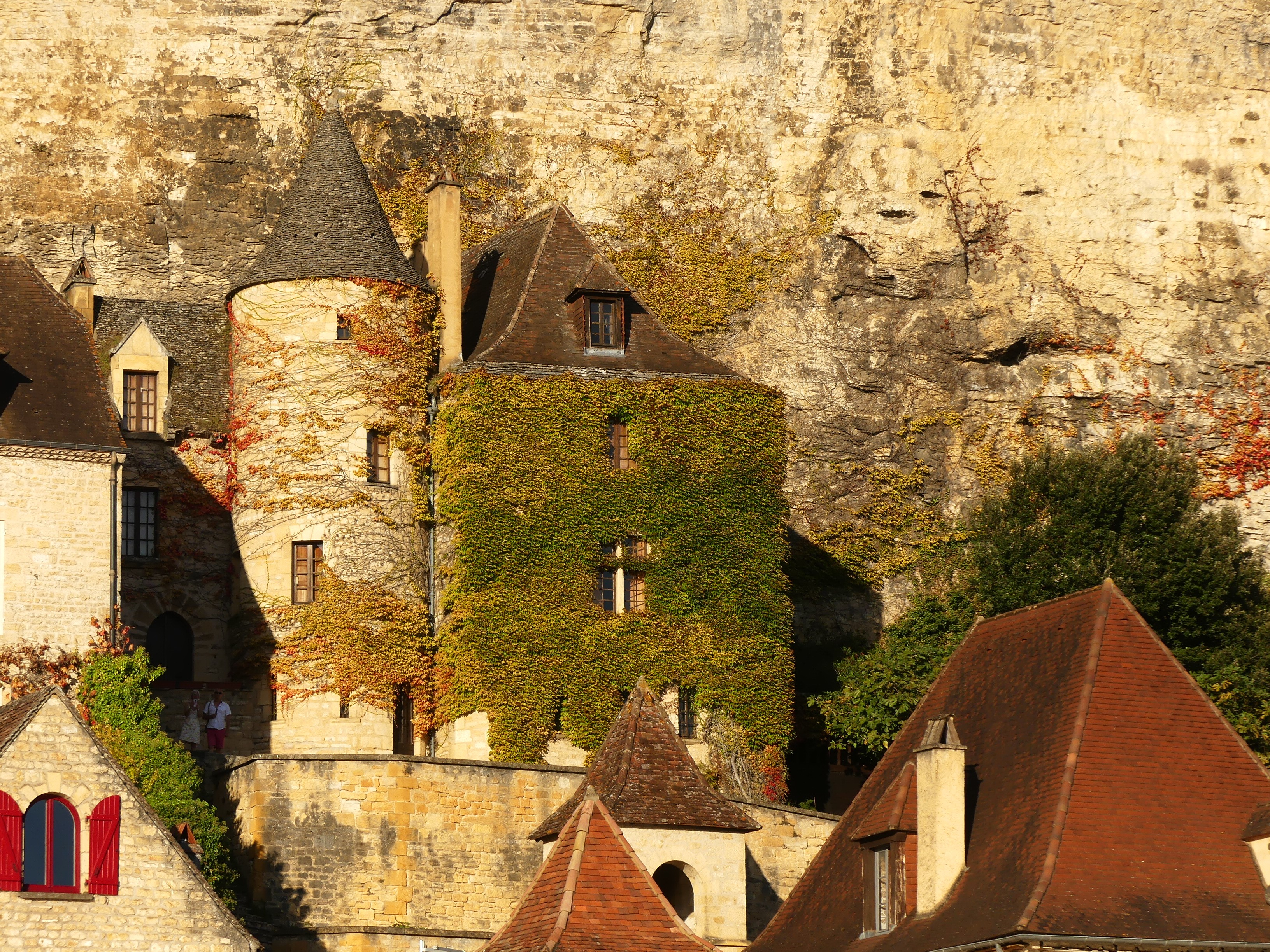
Bâtiment situé à environ 150 mètres à l'ouest-nord-ouest du manoir de Tarde, route du Chanoine Tarde.
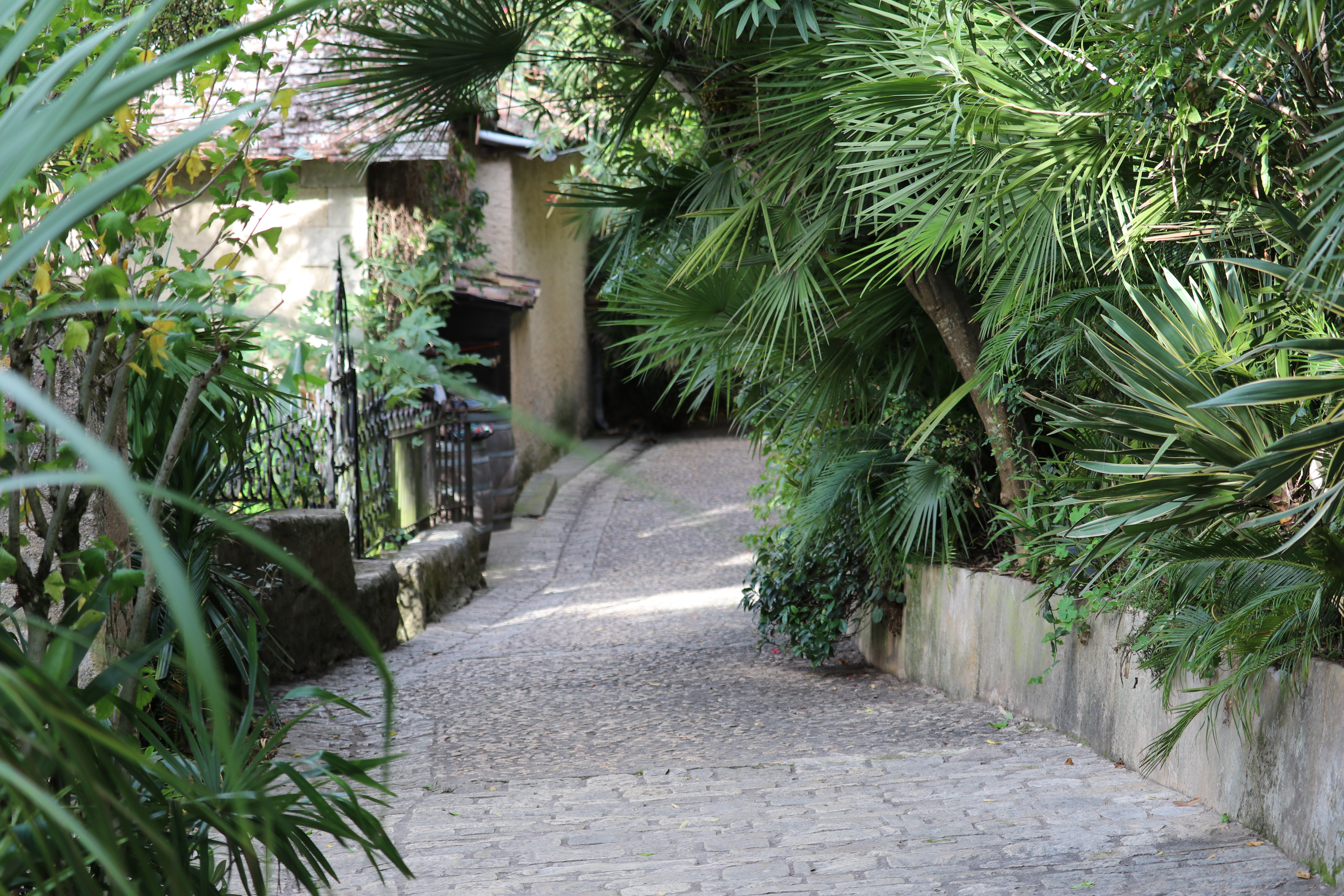
Jardin exotique sur les hauteurs du bourg.
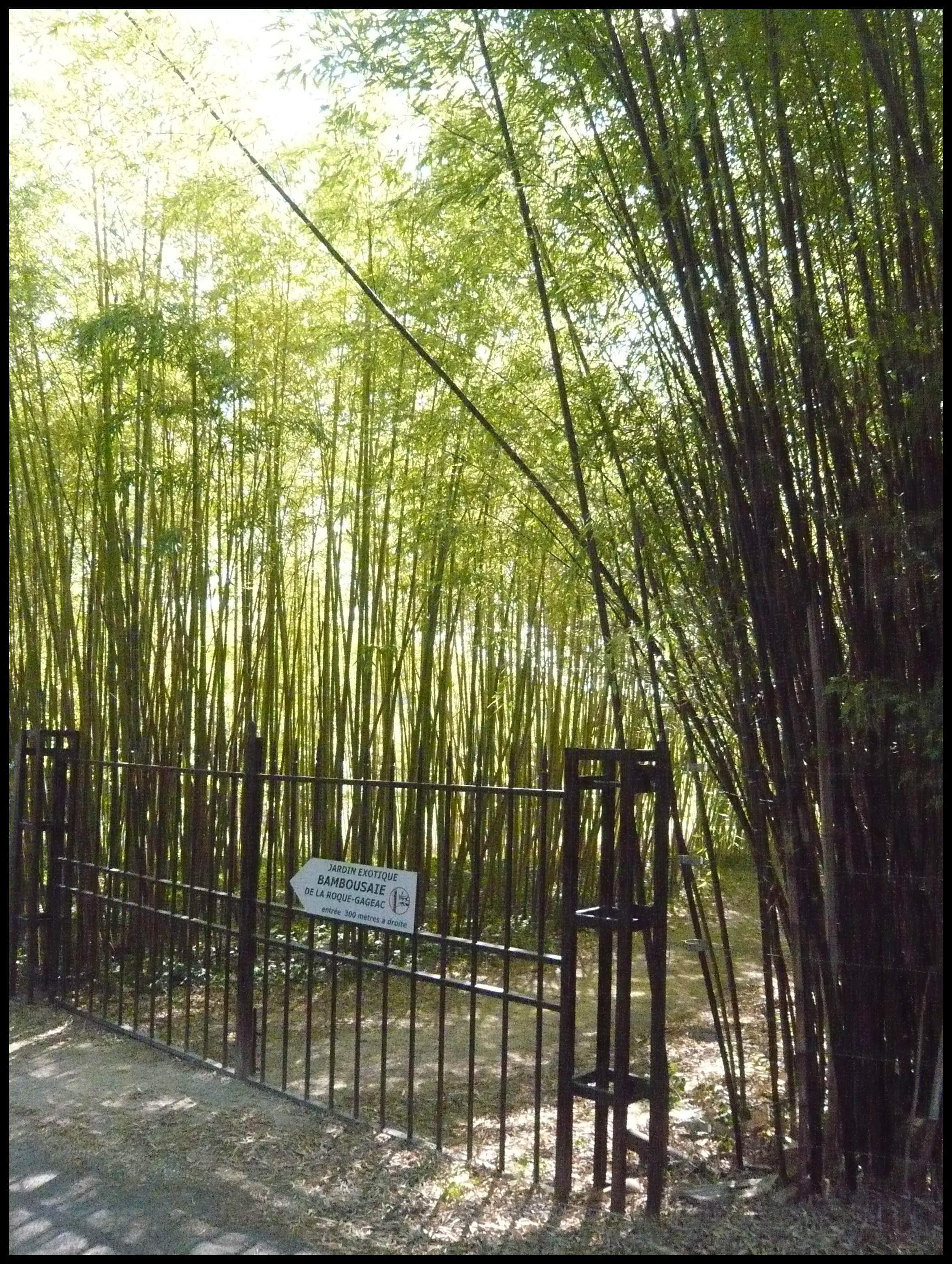
La bambousaie.
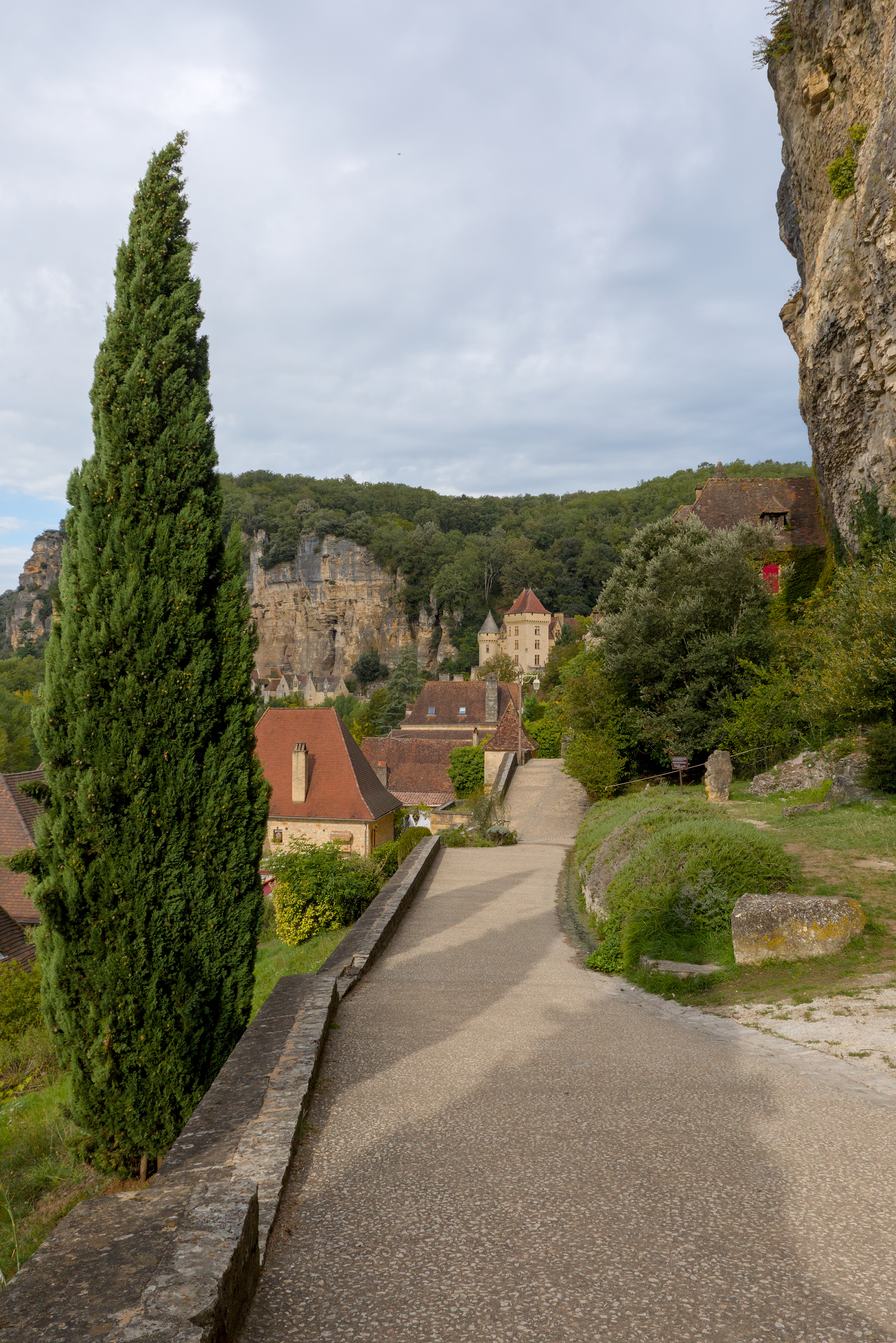
La ruelle du Chanoine Tarde.
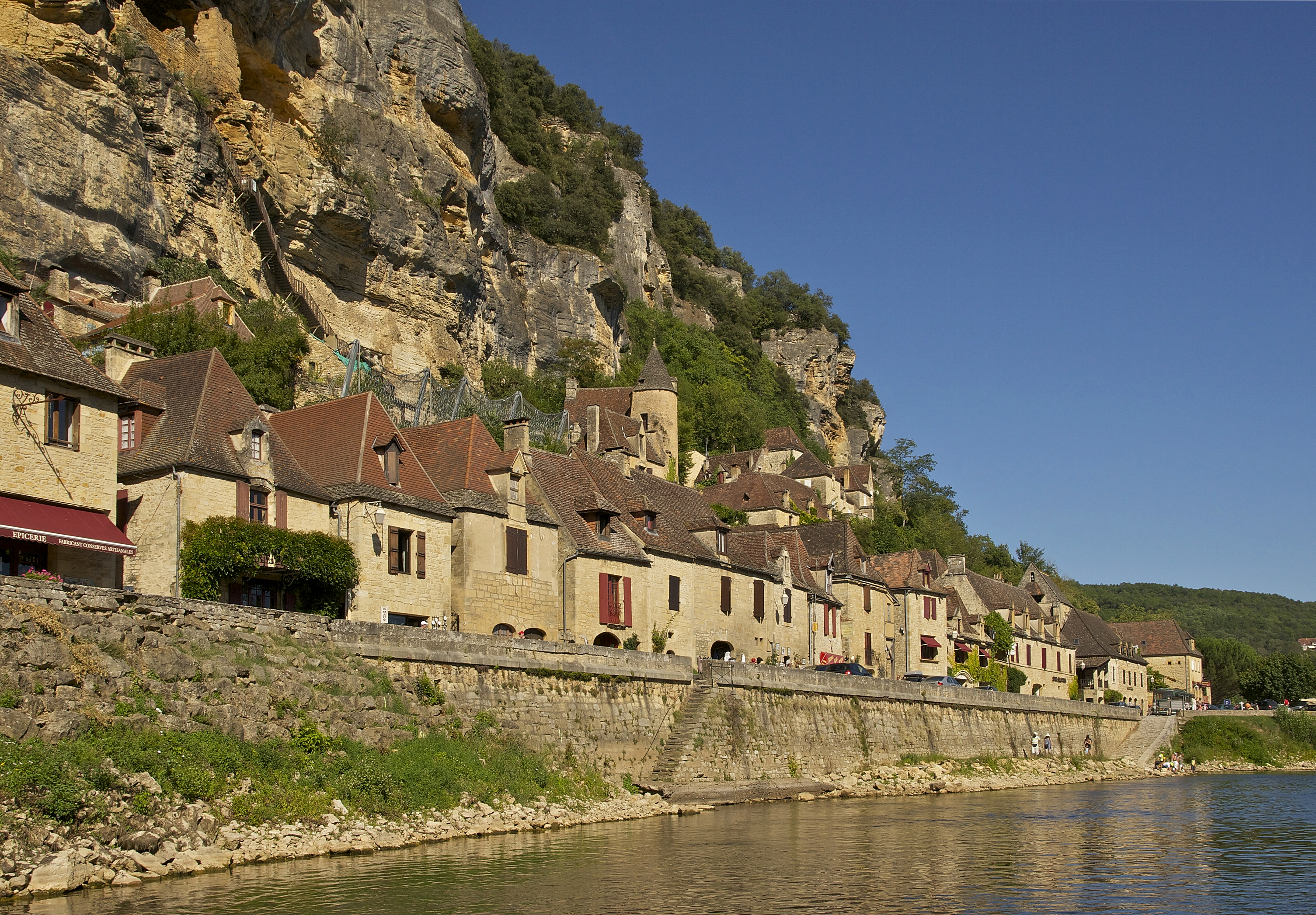
Bâtiments entre falaise et rivière.

#### Patrimoine religieux
- Initialement chapelle, l'église paroissiale Saint-Donat a remplacé au XIVe siècle[80] une première église disparue[121]. Elle recèle une statue du XVIIe siècle en calcaire représentant la Vierge de Pitié, inscrite depuis 1972 au titre des monuments historiques[122]
- Dans l'ouest du bourg, statue représentant l'Immaculée Conception.

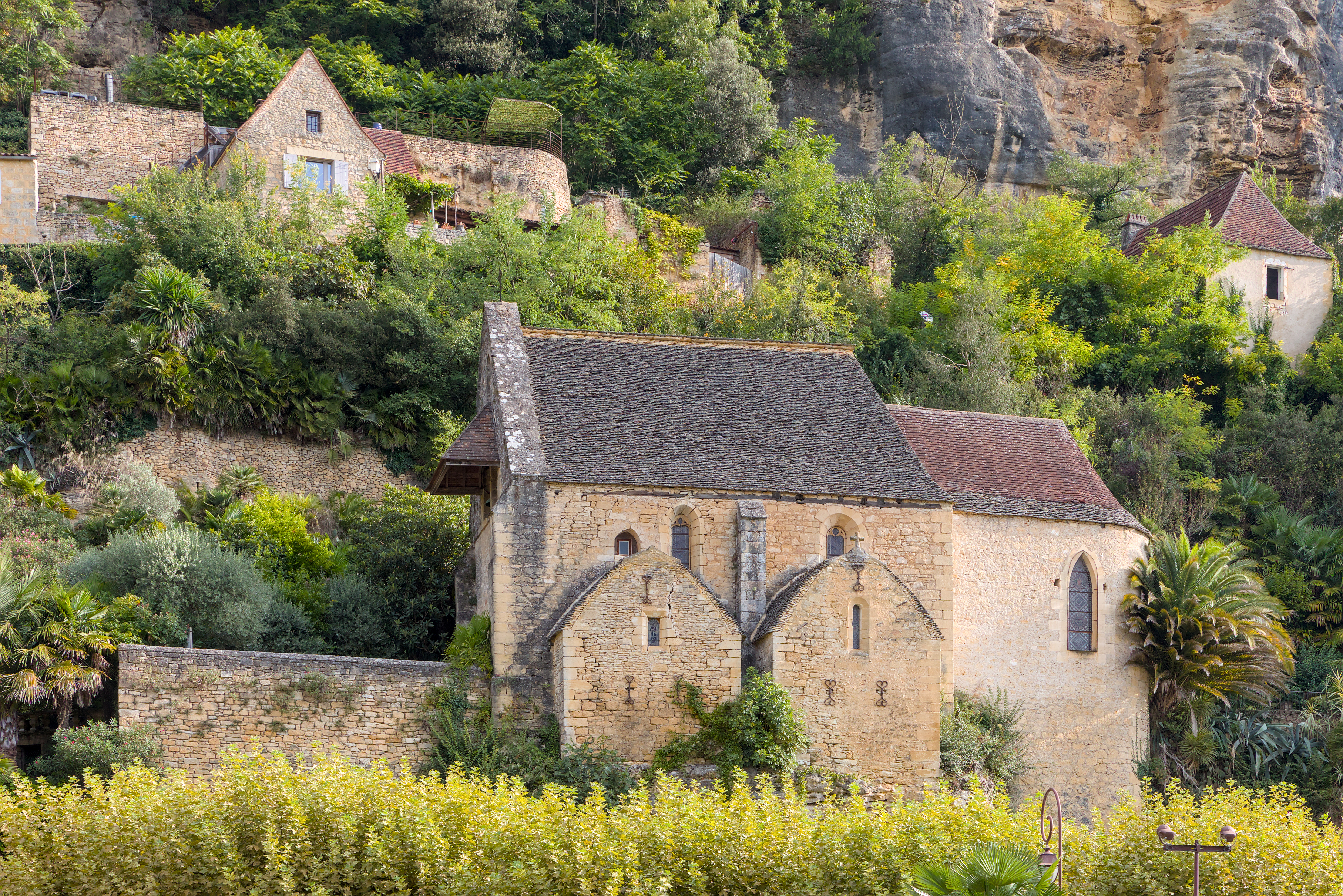
L'église Saint-Donat.
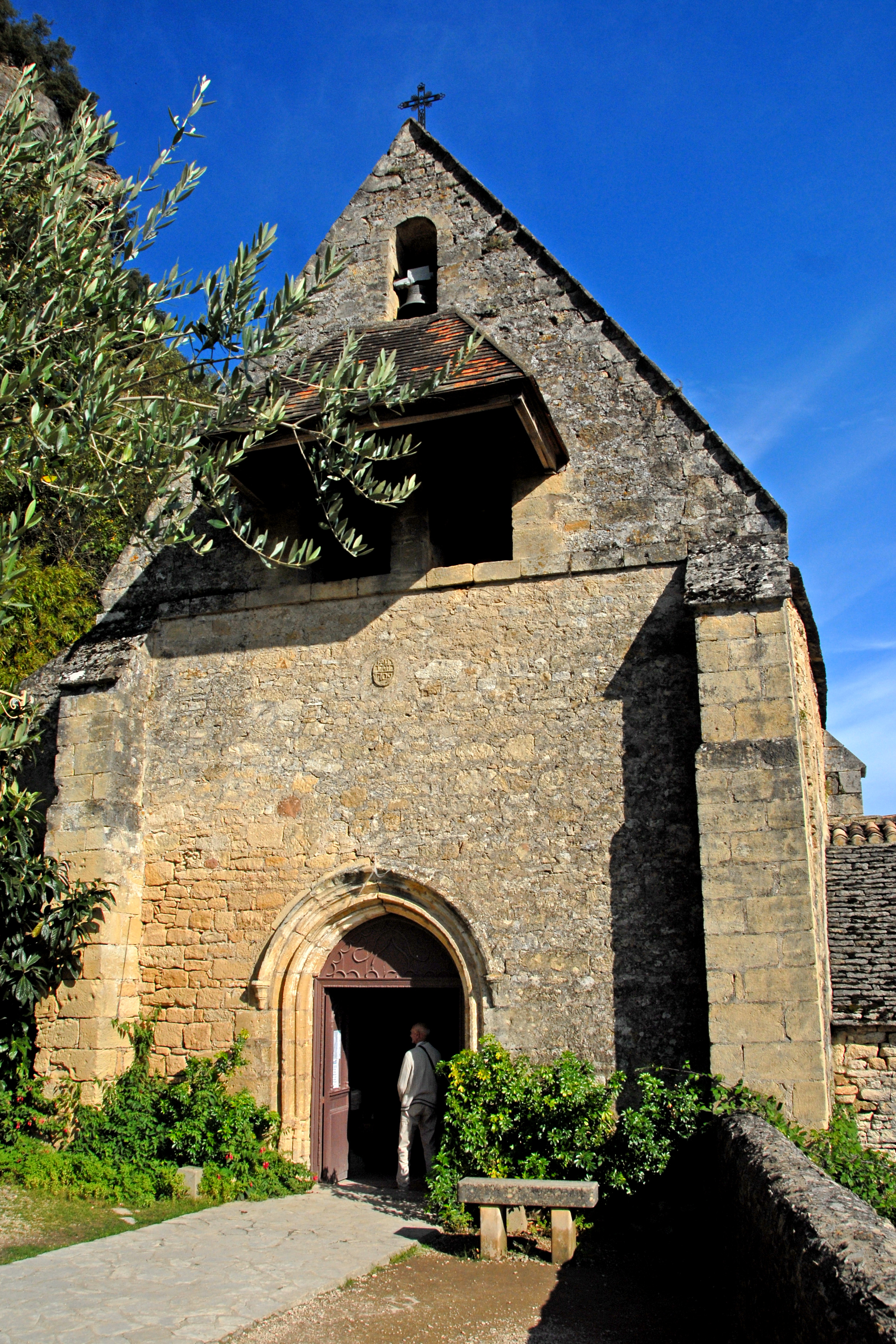
Sa façade occidentale.
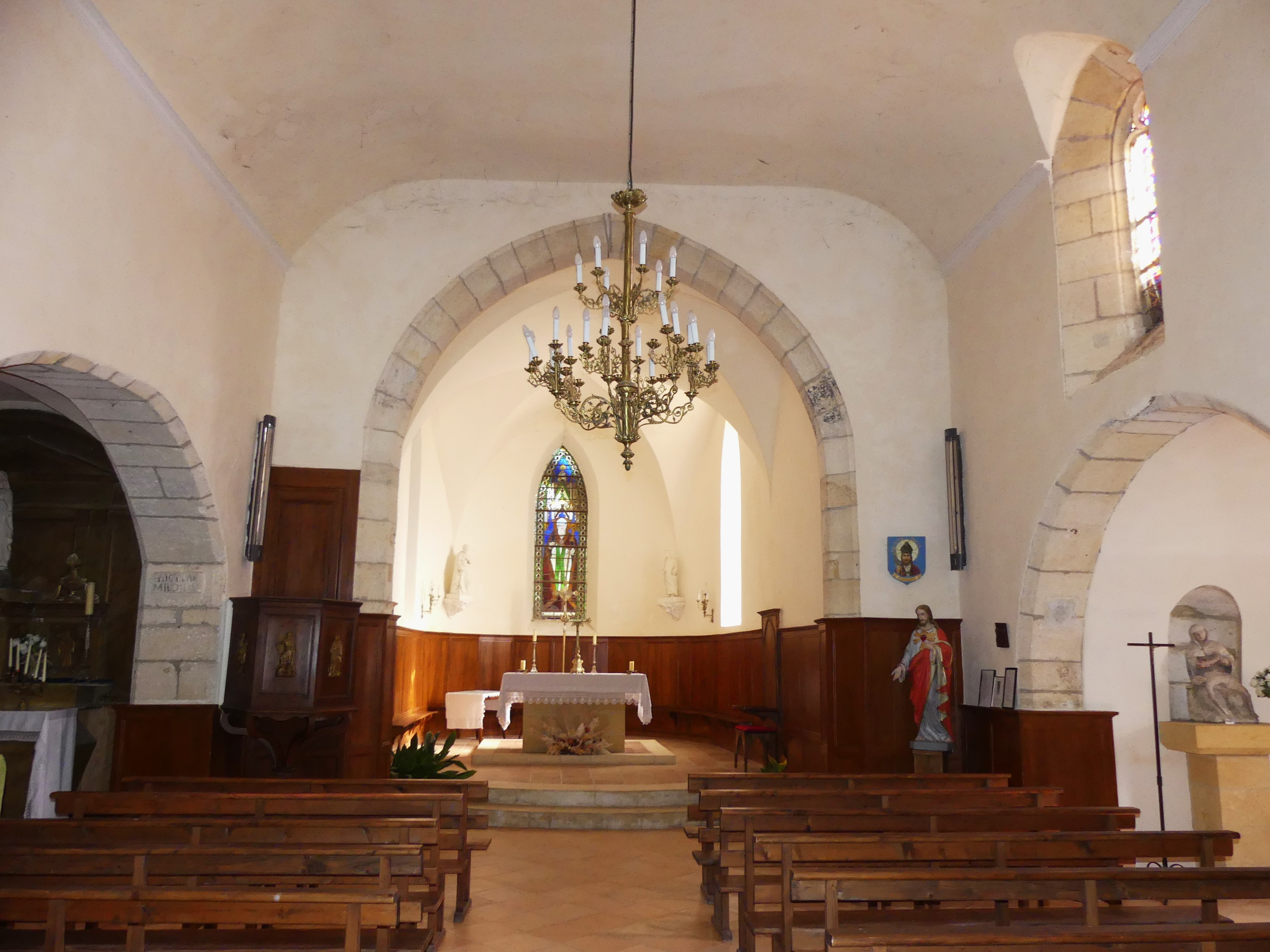
Sa nef.
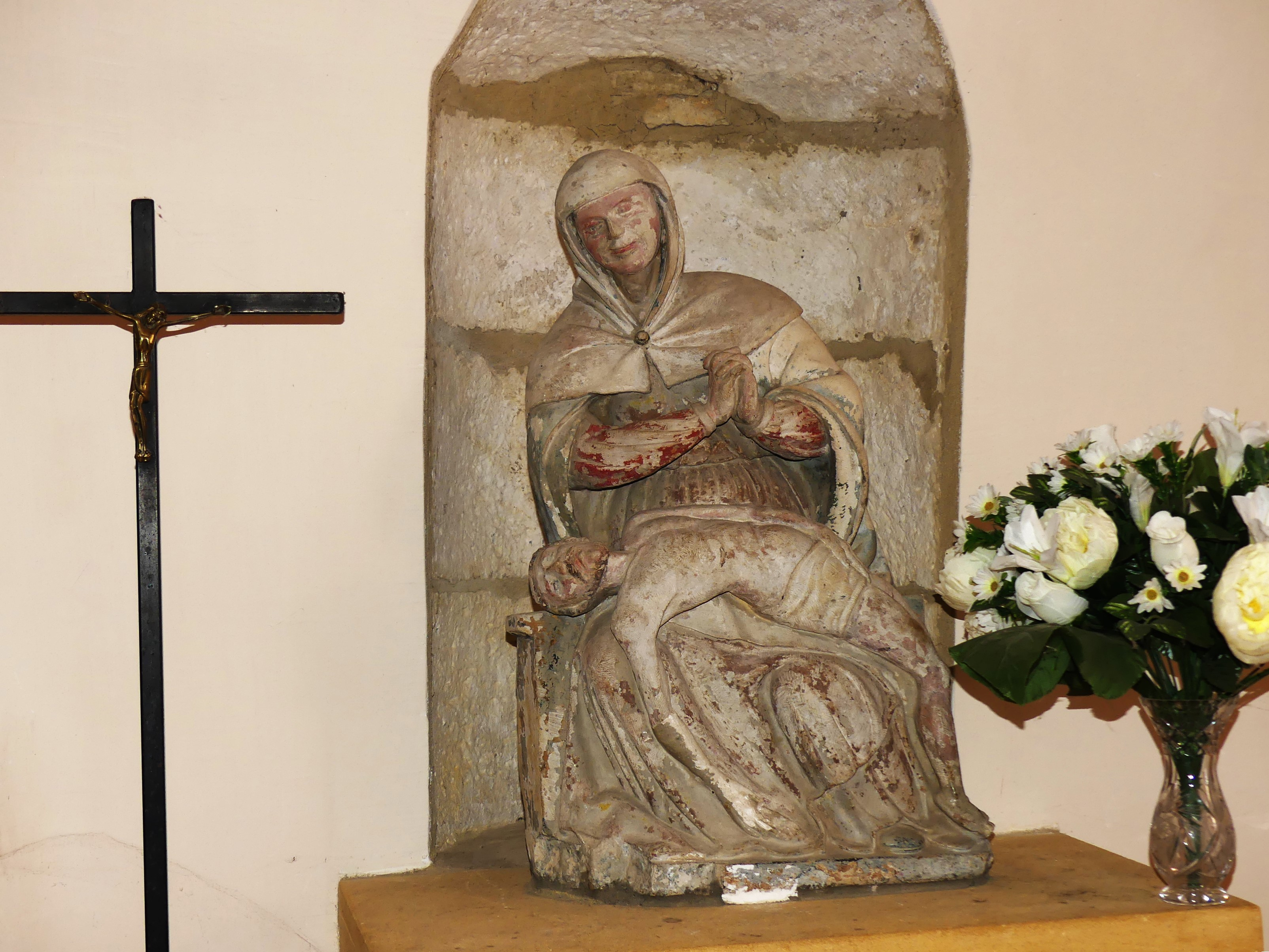
La Vierge de Pitié du XVIIe siècle.
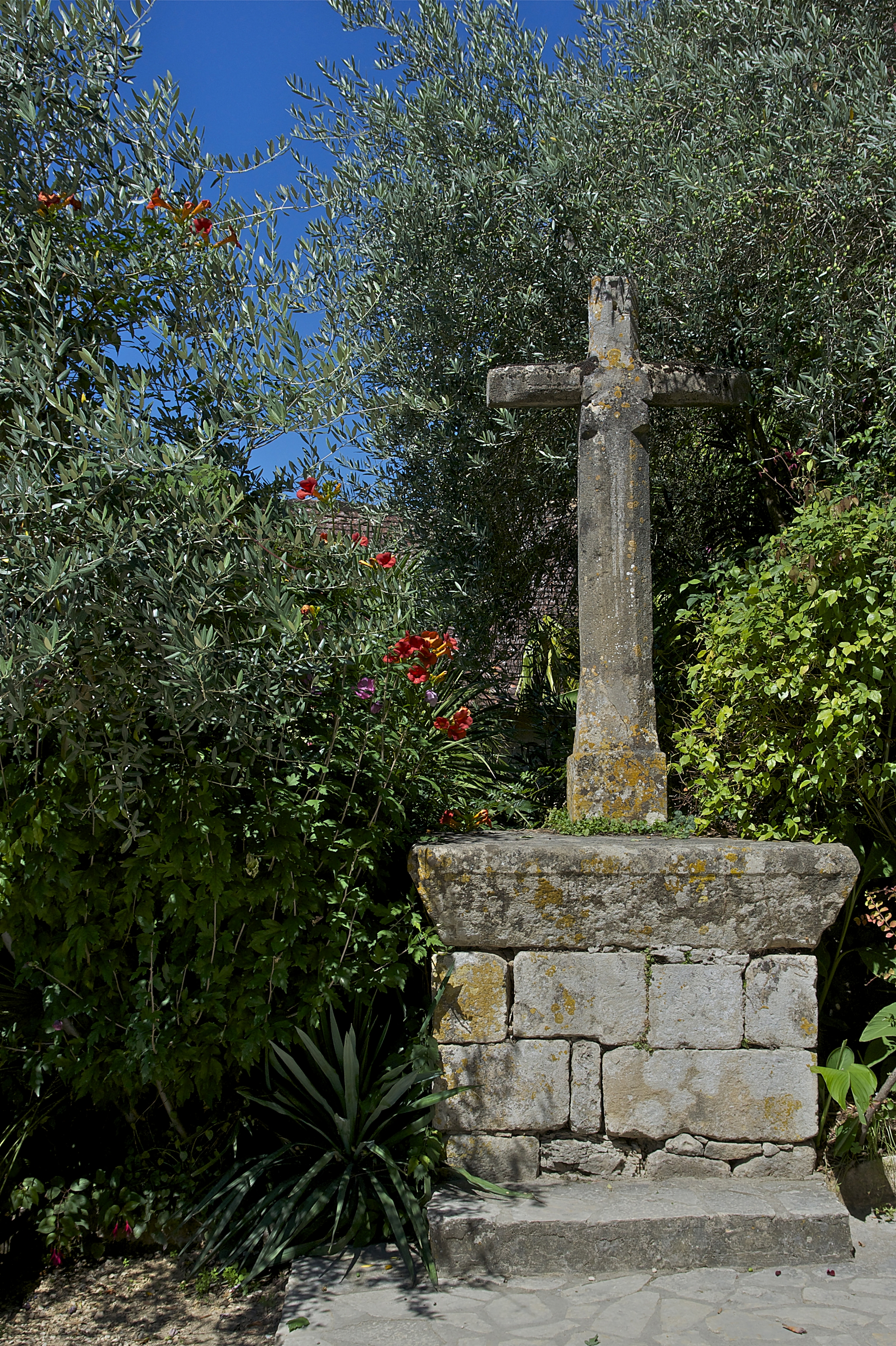
Croix devant l'église.
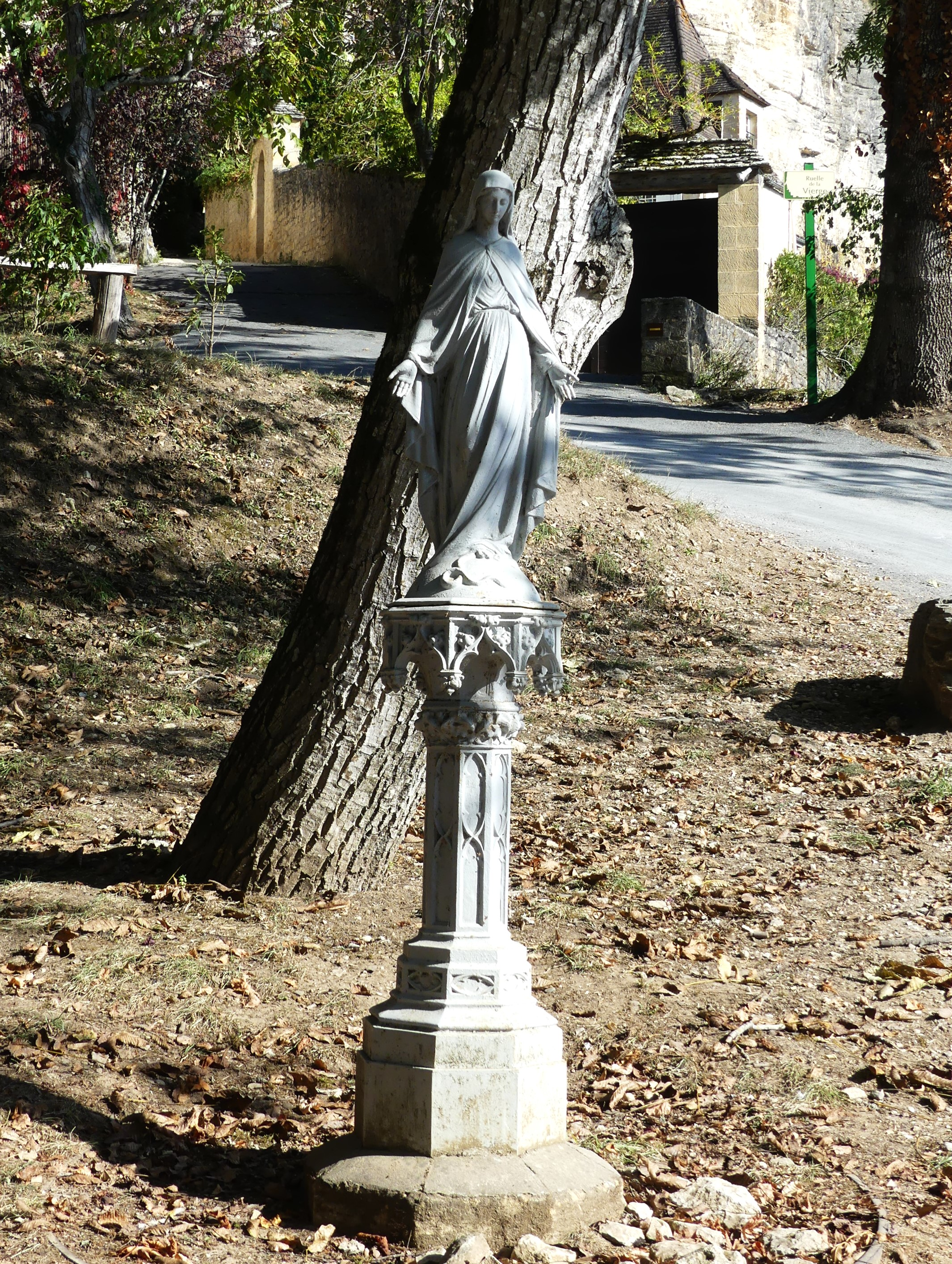
La statue représentant l'Immaculée Conception.

### Personnalités liées à la commune
- Jean Tarde (1562-1636), né à La Roque-Gageac, historien, géographe, astronome, théologien et philosophe[123].
- Alfred de Tarde (1880-1925), écrivain, économiste et journaliste français, fils du sociologue Gabriel Tarde, mort à La Roque-Gageac.
- Fernand Valette (1911-1997), né à La Roque-Gageac, instituteur à La Roque-Gageac, résistant, membre du Parti communiste français[124] et président de la Libre Pensée[réf. nécessaire].
- Guy Georgy (1918-2003), diplomate, ambassadeur de France, écrivain, auteur de La Folle Avoine sur son enfance en Périgord, notamment à La Roque-Gageac[125].
- Jérôme Peyrat (1962-), haut fonctionnaire et homme politique, est maire de la commune depuis 1995.

### Cinéma
La Roque-Gageac a servi de décor pour des films ou des séries télévisées : 
- Les Duellistes, de Ridley Scott (1977)[126] ;
- Camping 2, de Fabien Onteniente (été 2009)[réf. nécessaire] ;
- Capitaine Marleau, saison 2, épisode 3, intitulé Sang et lumière (2017)[127].

### Bande dessinée
Le village est cité dans le manga Flying Witch de Chihiro Ishizuka.

### Ouvrages traitant de La Roque-Gageac
- Les secrets de Sarlat, Beynac et la Roque-Gageac, Collectif, La petite boite / La France racontée aux enfants, 26 juin 2019  (ISBN 9782361522193)
- La Roque-Gageac, de Romain Bondonneau, Michael Jacobson, éditions du ruisseau, 06/2007, 36 p.  (ISBN 9782952976503)
- La Roque-Gageac, par Collectif, éditions J.P. Altmann, 1991. In-4, 30 p.[129]

### Ouvrages dont l’action se déroule à La Roque-Gageac
- Tout l'amour de nos pères et La rivière espérance de Christian Signol
- Le village est cité dans le livre Le Parchemin oublié de Béatrice Maré.
- Malevil, de Robert Merle, Gallimard, 635 p., 03/1983  (ISBN 9782070374441)
- L'île du point Némo, de Jean-Marie Blas de Roblès, éditions Zulma et Seuil, 464 p.  (ISBN 9782757848913)
- Le pendu de La Roque-Gageac, François Auberoche, 147 p.  (ISBN 979-1092138122)
- Le Pont de la Roque de François Lequiller, éditions Humussaire, 2016, 424 p.  (ISBN 9782913982895)
- La belle endormie, La dame de La Roque Gageac de Paul Placet, édition La Lauze, 2005, 136 p.  (ISBN 978-2-912032-34-8)

### Héraldique
| Blason de Roque-Gageac (La) | Blason  | D’azur à la bande d’or grillagée de sable, accompagnée de deux fleurs de lys aussi d’or. |
| Blason de Roque-Gageac (La) | Détails | Le statut officiel du blason reste à déterminer.                                         |

## Pour approfondir